# Санський собор
Са́нський собо́р (Собор Святого Стефана, фр. Cathédrale Saint-Étienne de Sens) — католицький собор у місті Санс, регіону Бургундія, що на сході Франції. Він присвячений Святому Стефану, та служить резиденцією архієпископа округа Санс.
Санський собор став першим собором, побудованим у готичному архітектурному стилі. Будівництво було розпочато між 1135 і 1140 роками, незадовго до початку будівництва Собору Паризької Богоматері. Собор було освячено в 1164 році, хоча будівельні роботи фасаду тривали ще до 1176 року. Споруду було модифіковано наприкінці XV – початку XVI століття з трансептами в стилі «полум'янистої готики» та новою вежею. Архітектура хору Санського собору вплинула на архітектуру Кентерберійського собору, який перебудував у готичному стилі архітектор Вільям Санс. Наразі споруда входить до списку Історичних пам'яткок Франції.

## Історія
Санс був важливим містом часів пізньої Римської імперії, розташованим на місці злиття двох річок і на перетині двох головних римських доріг. Під час Каролінгської імперії місто стало головним центром ранньої французької християнської церкви.
У 876 році Папа Іван VIII надав архієпископу Санса титул «Примас галлів і германців». Він був поставлений на чолі шести єпархій, включаючи Париж, Шартр, Орлеан і Труа. Релігійна юрисдикція була передана архієпископу Ліона в XI столітті, але архієпископ Санса досі зберігає почесний титул «Примас галлів і германців».

### Будівництво

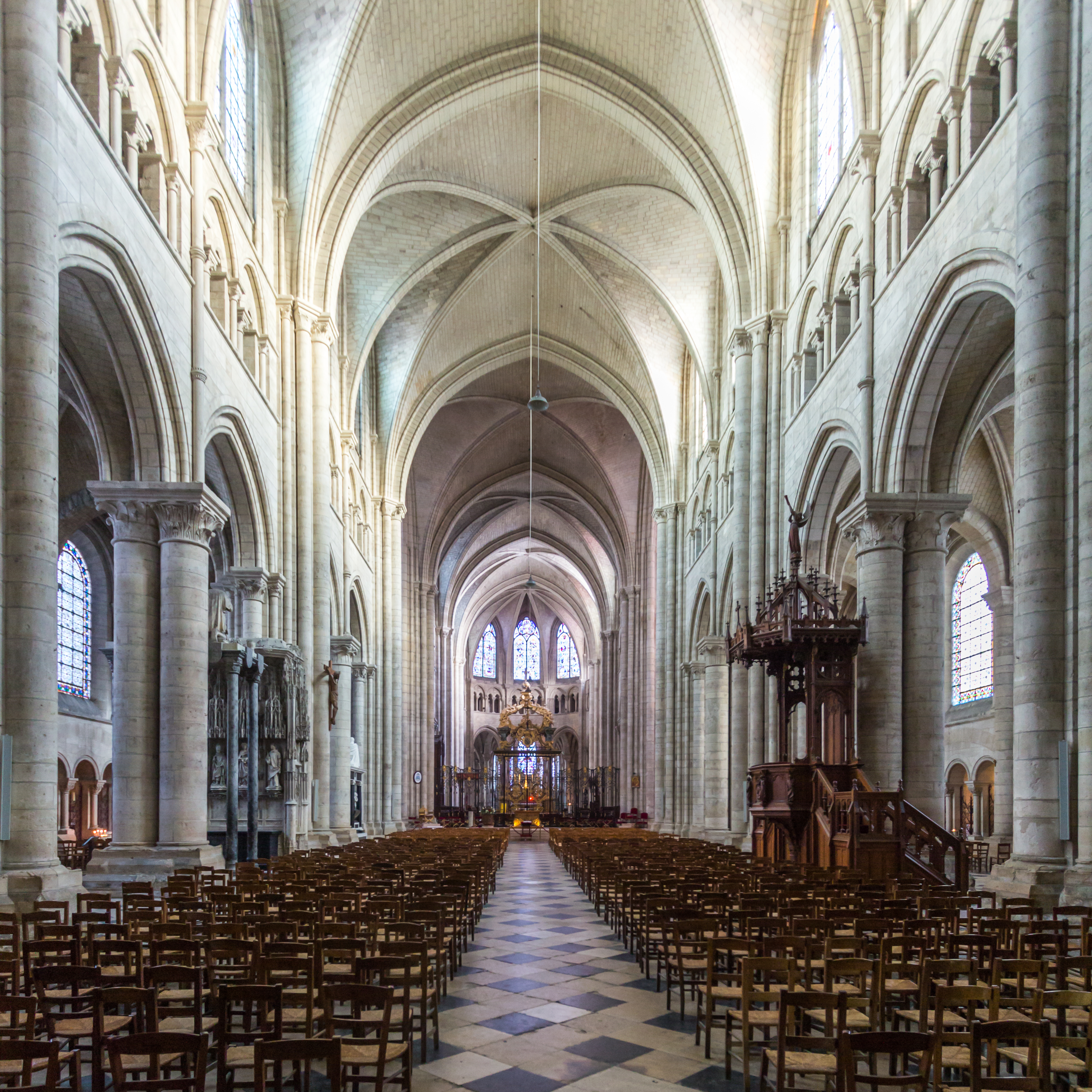
Трирівневі шестидільні нервюрні склепіння нави Сенського собору

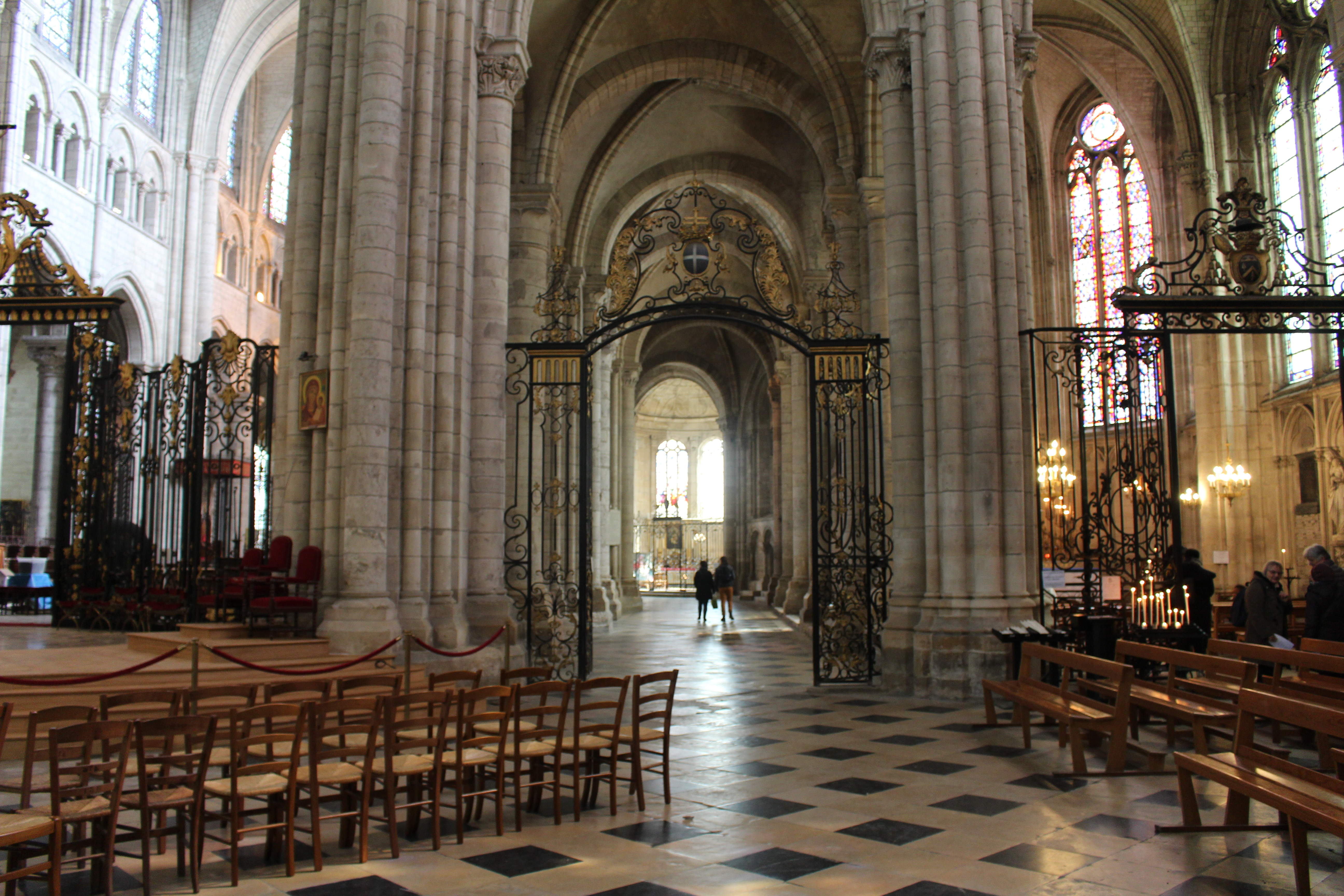
Деамбулаторій хору

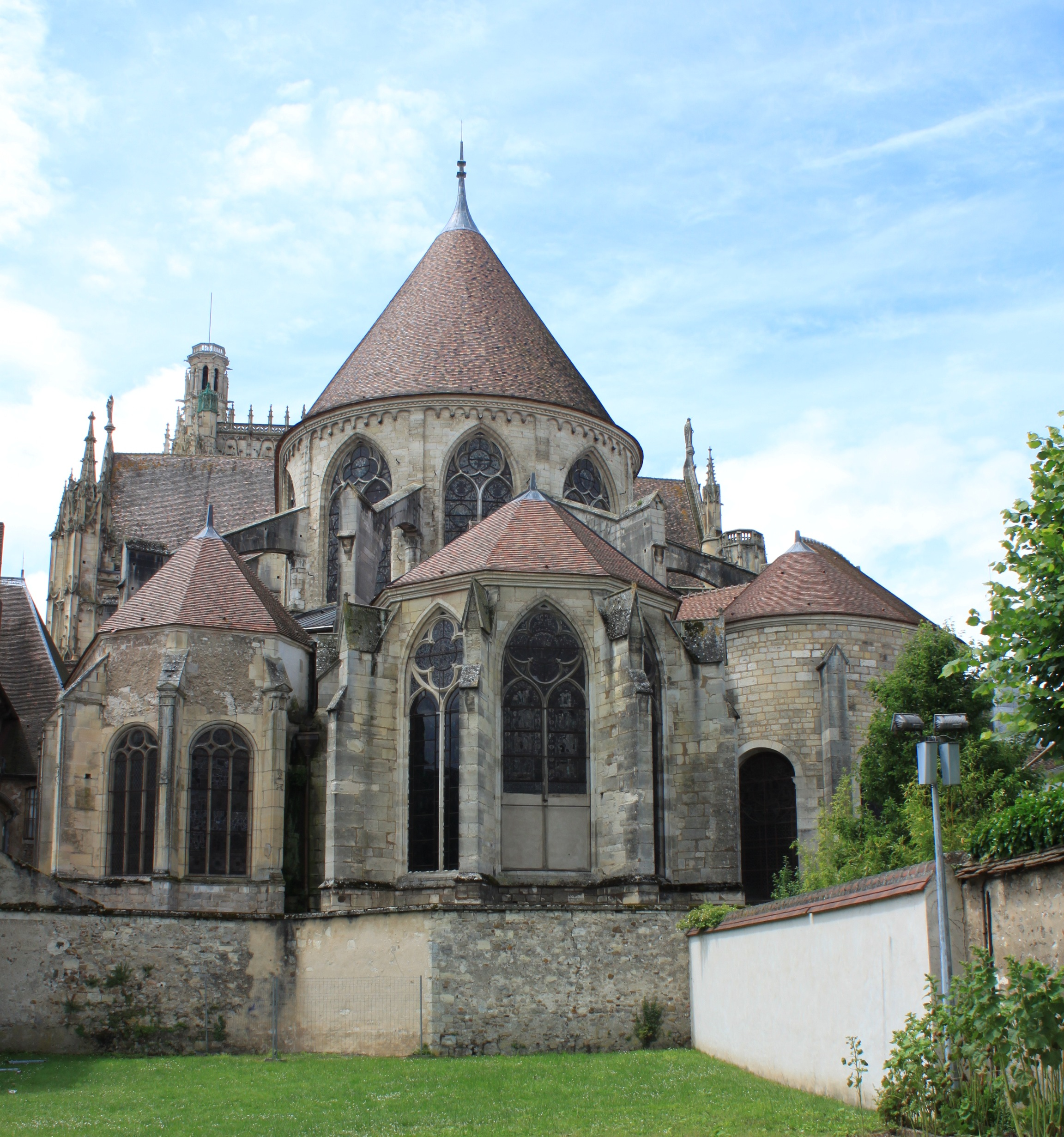
Апсида і каплиці

Перший Санський собор, описаний у середньовічних записах, був побудований між VI-м і IX-м століттями, ймовірно, на тому ж місці, що і теперіншій собор. Згідно з записами, він складався з трьох окремих будівель — баптистерією та двох церков. Дата їх будівництва не зареєстрована, але середньовічні хроніки повідомляють, що вони були знищені пожежею між 958 і 967 роками та замінені єдиною спорудою.
До XII століття Санс процвітав економічно та зростав у населенні. 1122 року Анрі Сангліє, член двору Людовика VI, був призначений архієпископом Санса і розпочав проєкт будівництва більшого та грандіознішого собору. 1128 року новий єпископ отримав серію листів від святого Бернарда Клервоського, засновника Цистерціанського ордену, в яких він закликав його, як архієпископа, жити менш розкішним і більш стриманим життям. Новий архієпископ дотримувався цих порад, накопичуючи кошти та ресурси, необхідні для будування собору.
Будівництво нового собору почалося між 1130 і 1135 роками. Склепіння над навою і хорами було революційним, складалося з квадратних шестидільних ребристих склепінь, які розподіляли вагу вниз на колони та опори між широкими прольотами. Ці склепіння використовувалися експериментально в одній частині Даремського собору в Англії та в Абатстві Сен-Дені, поблизу Парижа, але Санський собор був першим, який використував їх в усій будівлі.
Над аркадами колон на першому поверсі був трифорій, який виходив на нижній дах і на верхні стіни. Завдяки аркбутанам і контрфорсам, що розміщувались назовні собору і підтримували стіни між прольотами, виникла модливість зробити в стінах великі вікна і згодом у святині було встановлено великі вітражі.
Перший поверх нового собору мав традиційну форму базиліки з довгою навою та великими хорами, без трансептів.  Зовні наву та хори оточувала доріжка або деамбулаторій. По боках хору стояли дві каплиці. Розкопки в XX столітті показали, що спочатку була прямокутна каплиця в апсиді на східному кінці. Розміри нового собору були надзвичайними для того часу: 113,5 метра в довжину, 27,5 метра в ширину і висоту 24,4 метра. Церква більша за загальним масштабом, ніж її сучасники — Абатство Сен-Дені або Нуайонський собор. Перший етап будівництва був завершений приблизно в 1160 році. Він мав безпосередній вплив на будівництво інших церков, зокрема хору церкви Абатства Везле, завершеного  близько 1180 року.

### Папа Олександр III і Томас Бекет
Сансський собор одразу став місцем для важливих відвідувачів. Папа Олександр III прибув до Санса зі своїми дворянами в розпал суперечки з імператором Фрідріхом Барбароссою, у вересні 1163 року і залишився там три роки. Наприкінці 1164 року Томас Бекет, архієпископ Кентерберійський, прибув до Санса як вигнанець з Англії, змушений залишити свою країну через його опозицію щодо захоплення церковної власності королем Англії Генріхом II. Бекет залишався у Франції до грудня 1170 року. Він повернувся до Англії, де був убитий чотирма лицарями в Кентерберійському соборі. Колекція особистих речей Бекета, включно з його церковним одягом, виставлена в скарбниці Санського собору. Велике вітражне вікно на північній частині хору, зроблене в 1200-1210 роках, ілюструє життя Бекета.
Засновник собору Анрі Сангліє помер у 1142 році, і будівництво продовжили його наступники, архієпископи Гуго де Тусі (1142–1168), а потім Гійом де Шампань (1169–1176), перш ніж він став архієпископом Реймса (1176–1202).  Останньою завершальною частиною собору був західний фасад із трьома порталами та двома вежами.

### Королівське весілля та модифікації (XIII–XVI століття)

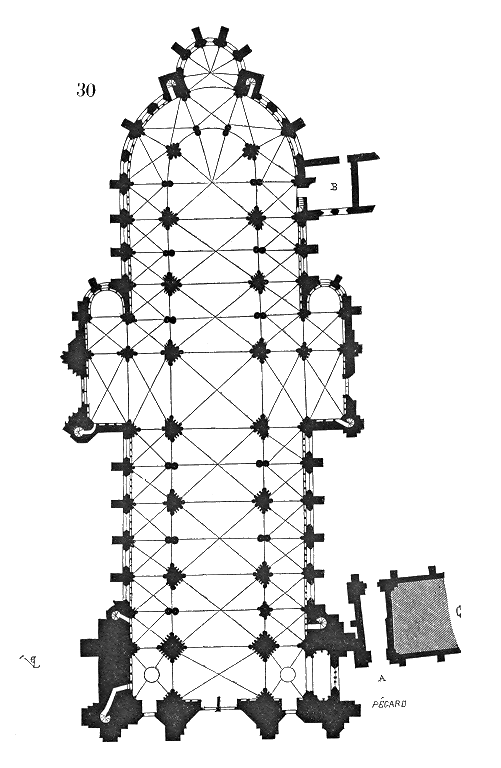
План собору з новими північним і південним трансептами (XVI ст.)

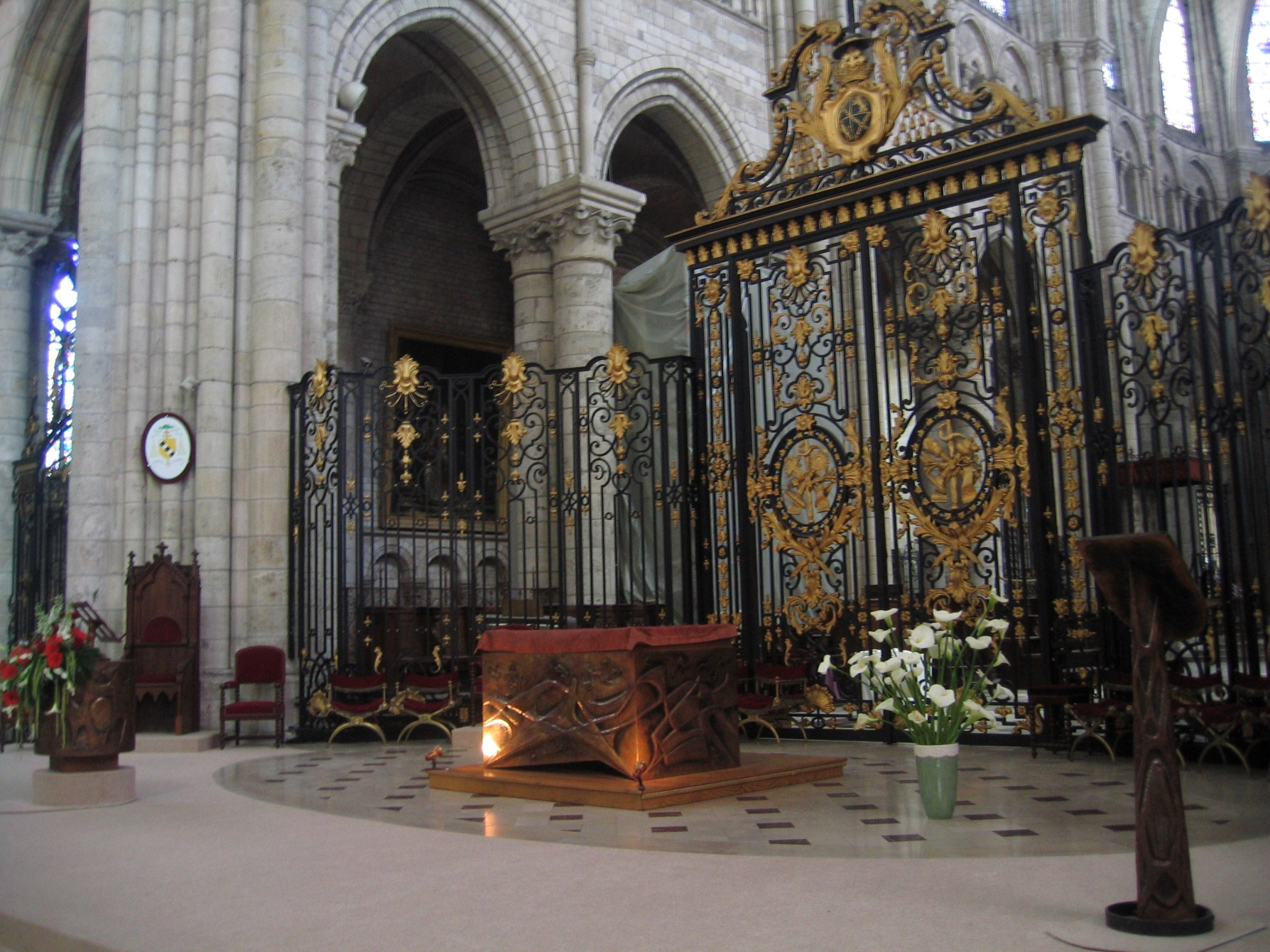
Лекторій хору

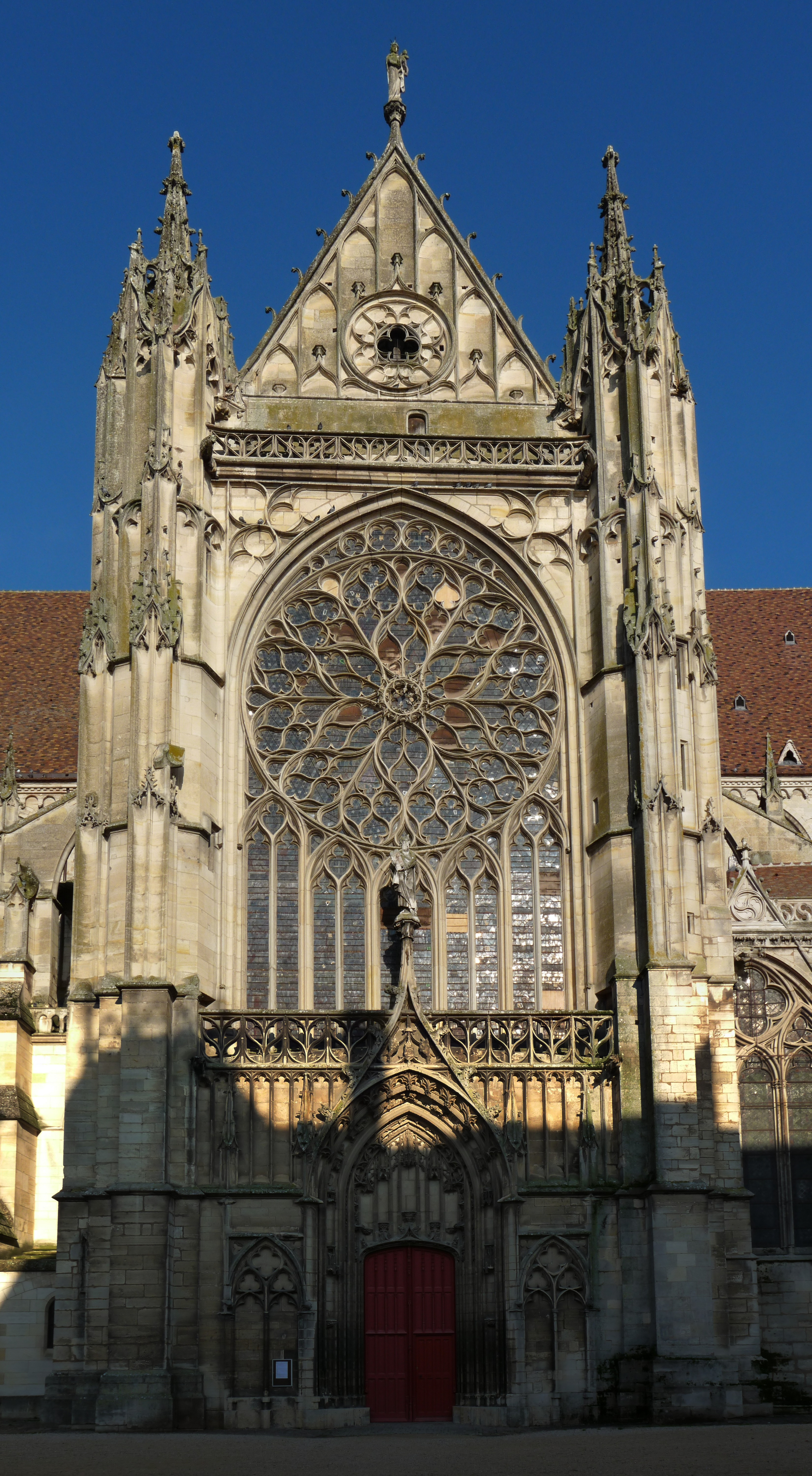
Південне вікно-троянда та портал у яскравому готичному стилі (XV ст.)

За нового архієпископа, Готьє Корну (1221–1241), собор став місцем важливого королівського весілля між королем Людовіком IX і Маргаритою Прованською 27 травня 1234 року, яке зміцнило альянс між Францією та Провансом. У соборі також ненадовго зберігався відомий Терновий вінець із Розп'яття, придбаний Людовиком IX у імператора Константинополя. Вінець було передано королю з великою церемонією, а потім перевезено на човні до Парижа для подальшого розміщення в Сент-Шапель.
Архієпископ Корнут вніс низку важливих змін. Щоб було більше світла, Він підняв верхні стіни хору та встановив більші вітражі, процес, який також тривав приблизно в той же час у соборі Паризької Богоматері. Цей проєкт був продовжений наступниками Корнута і був завершений 1309 року. Корнут також розпочав будівництво палацу архієпископів, що примикає до собору, реконструкцію каплиці Святого Северина та встановлення вишуканого лекторію між хором і навою.
Будівельні роботи були перервані через обвалення південної вежі 5 квітня 1268 року, що спричинило кілька жертв і пошкодило прилеглий архієпископський палац. Відбудова вежі довго відкладалася через брак коштів, але нарешті була завершена завдяки спадщині за заповітом архієпископа Етьєна Бекар де Пенуля (1292–1309).
Той же архієпископ також переробив каплицю Сен-Савіньян.  Початкову прямокутну каплицю замінила вишуканіша багатокутна споруда з восьмиребристим склепінням і п'ятьма вікнами. Ця каплиця привнесла в собор «високу готику». У XIV столітті також було додано кілька нових невеликих каплиць для приватних церемоній уздовж проходів по обидва боки від хору та нави.
Іншою масштабною модифікацією XIII століття була реконструкція ранньої готичної Каплиці Богородиці, побудованої в 1150 році, у стилі Променистої готики, з великими та декоративнішими вікнами. Ще амбітніший проєкт XIII століття — будівництво трансепта, подібного до собору Паризької Богоматері, але через брак коштів він був завершений лише між 1490 і 1518 роками майстром-архітектором Мартіном Шамбіжем.
Гроші на трансепт були зібрані завдяки кампанії збору коштів, яка включала показ реліквій собору та спеціальні платні проповіді. Король Франції також зробив скромний внесок на будівництво із податків. Портал нового південного трансепта — портал Мойсея, був побудований між 1491 і 1496 роками. Нове вікно-троянда було встановлено разом з вікном «Дерево Єссея» між 1502 і 1503 роками. Будівництво північного трансепту розпочалося приблизно в 1502 році під керівництвом іншого архітектора, Юга Кювельє, оскільки Мартін Шамбіж на той час був зайнятий будівництвом трансепта собору Святого Петра в Бове. Велику південну троянду, відому як «Вікно ангелів-музикантів», встановили в 1515–1517 роках. Ще кілька доповнень було зроблено в XVI століття. В новій вежі встановили дзвіницю, але нові дзвони, два з яких важили чотирнадцять тонн і дванадцять тонн, були виготовлені в ливарній майстерні та встановлені на місце лише в 1560 році.
Роботи над собором були затримані наприкінці XVI століття через релігійні війни між протестантами і католиками. Санс опинився в центрі війни, не визнаючи протестантського короля Генріха IV, а місто було оточено протестантською армією. 1621 року новий архієпископ Парижа Анрі де Гонді переконав нового короля Людовика XIII і папу Григорія XV зробити головною єпархією Франції Паризьку архієпархію, а не Санську. Після цього новий архієпископ Санса, Октав де Белград, мав владу лише над єпископами сусідніх міст Осер, Невер та Труа. Незважаючи на це, Санс залишався важливим релігійним центром, приваблюючи чернечі громади єзуїтів, кармелітів, бенедиктинців і урсулинок.

### Пізні роки (XVII-XVIII століття)
У 1638 році вибухи гармат, що стріляли на честь народження майбутнього Людовика XIV, розбили вітражі, встановлені над західним порталом. На зміну їм встановили звичайне скло. 1644 року шторм розбив вітраж із зображенням святих покровителів на північному трансепті. Його замінили новим вікном, розробленим художником Антуаном Суліньяком у 1646 році.
Темп змін прискорився у XVIII столітті. 1760 року король Людовик XV наказав переплавити золотий стіл, який служив центральною частиною вівтаря, щоб поповнити королівську скарбницю після дорогої війни. У 1760-х роках було встановлено два нових вівтарі, присвячені Святому Людовику і Святому Мартину, а також огорожа хору з кованого заліза та ворота з гербом кардинала Поль де Люїн, архієпископа Санса. У 1780-х роках на хорах встановили нові лавки. У 1767–69 роках у соборі було замінено кам’яну підлогу. Це також спричинило видалення багатьох середньовічних надгробків, які були замінені простими табличками з іменами та датами. 1785 року Франсуа Суффло, племінник архітектора Пантеону в Парижі, підготував проєкт нового західного порталу у вигляді класичного портика з колонами, але проєкт був відхилений і сильно розкритикований. 1787 року королем Людовиком XVI був наданий грошовий фонд для реконструкції собору, але розпочалася Французька революція.

### Революція та її наслідки
Спалах Французької революції в Сансі випередив революцію в Парижі на день: 13 липня 1789 року селяни зламали ворота палацу архієпископа, щоб забрати зерно, яке було конфісковане та зберігалося на подвір'ї. Сам архієпископ Ломені де Брієн склав присягу на новій Конституції. Майно собору було націоналізовано 23 листопада 1790 року. У вересні 1792 року в соборі відбулося голосування за депутатів нового Конвенту. Архієпископ Де Брієн став конституційним єпископом, а пізніше в цьому місяці в соборі було оголошено про скасування монархії та проголошення Республіки.
У листопаді 1793 року революційна армія під назвою «Марсельєза» вирушила з Парижа, щоб придушити спалах контрреволюції в Ліоні. Вони зупинилися в Сансі на кілька годин 7 листопада 1793 року і знайшли час, щоб розбити скульптуру на центральному порталі собору. Вісім дзвонів зняли з вежі, щоб переплавити їх на бронзу, хоча два найбільші, бурдони, залишилися на місці. У лютому 1794 року в соборі було відзначено Фестиваль Розуму, а 8 червня собор був офіційно перейменований на Храм Верховної Істоти.
Після закінчення революції деякий час частина церкви була зайнята релігійним культом, який дотримувався доктрини під назвою Теофілантропія. У жовтні 1801 року собор повністю повернувся під контроль католицької церкви, хоча Наполеон I відмовився відновити особливий статус собору, Санс більше не мав верховенства над іншими соборами. Санський собор став звичайною парафіяльною церквою.

### ХІХ століття – реставрація та конфлікт
Санс зазнав більшої шкоди під час наполеонівських війн. У лютому 1814 року місто було обстріляно російською артилерією, яка пошкодила частину вітражів, і того ж місяця прусські солдати використовували собор як казарму. На кам'яних підлогах все ще можна побачити сліди вогнищ для приготування їжі. Після падіння Наполеона, з відновленням королівського уряду, у 1817 році Санс знову мав архієпископа, який керував церквами в Труа, Невері та Мулені.
З 1834 по 1848 рік під керівництвом архітектора єпархії Чарльза Робеліна здійснювався великий проєкт ремонту, занедбаних та пошкоджених частин будівлі. Робелін працював консультантом з питань готичних соборів у Віктора Гюго, чий роман «Собор Паризької Богоматері» вийшов у 1831 році. Гюго приїхав у Санс, щоб побачити собор у 1839 році, і написав: «Усі контрасти в цій чудовій церкві змішані та складені в гармонію... Це складне мистецтво історії, це релігія духу, потужно поєднана з філософією фактів». Під час реставрації багато скульптур було замінено на нові.

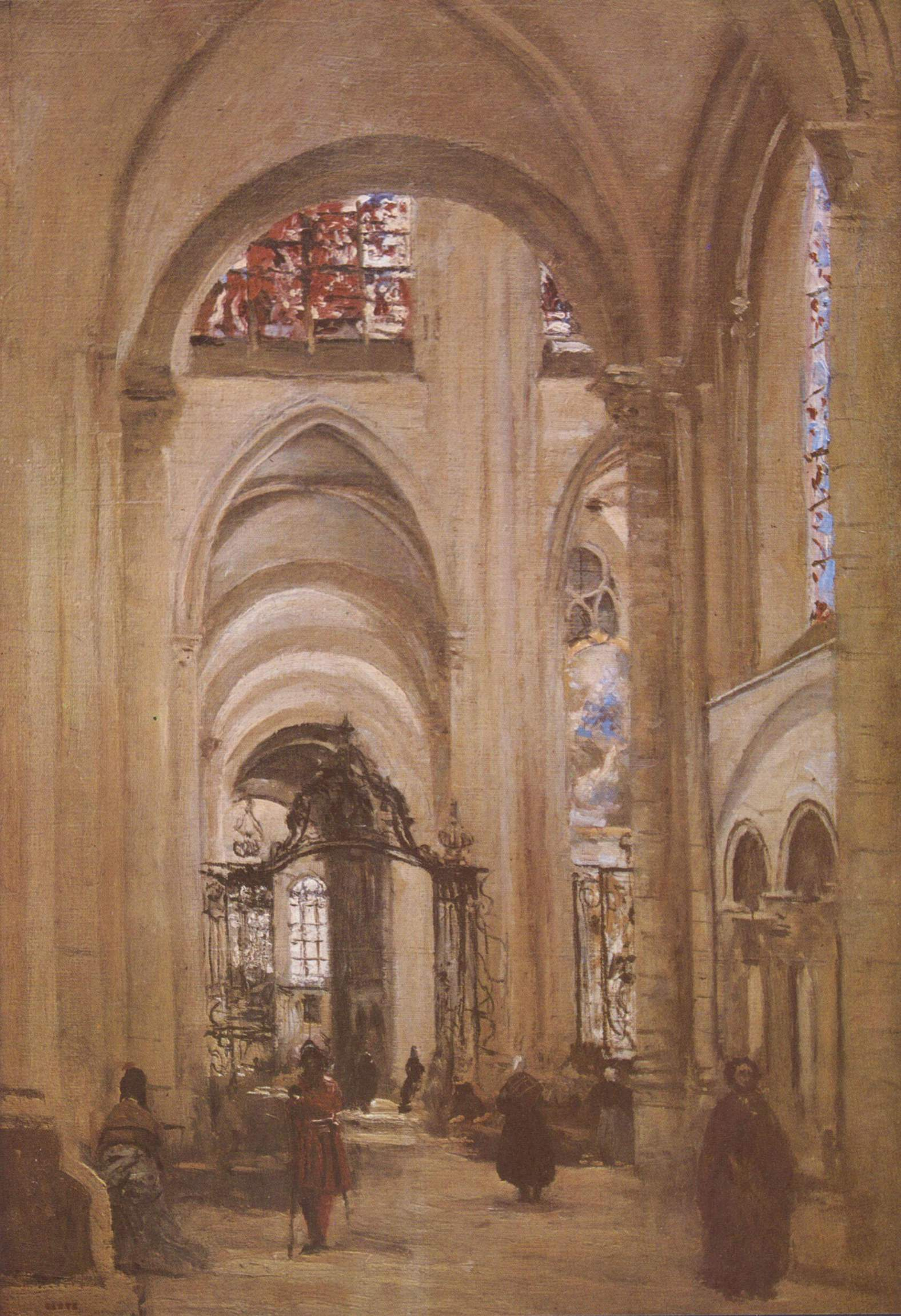
Інтер'єр собору. Художник — Жан-Батіст-Каміль Коро, 1874 рік

У 1847 році Ежен Віолле-ле-Дюк відвідав це місце і заявив, що реставраційні роботи Робеліна були «жалюгідними». Робелін був звільнений, і новий архітектор, Адольф Ленс, взяв на себе відповідальність за реставрацію, він зніс деякі доповнення Робеліна і взявся за відновлення споруди, наскільки це можливо, відповідно до оригінального зразку собору XIII століття. Відтворено старі зруйновані каплиці. Сучасні панелі та інші доповнення були зняті, а слабкі місця конструкції укріплені залізом. Художник Жан-Батіст Коро відвідав собор у 1874 році і намалював його на цьому етапі реставрації. Віолле-ле-Дюк розмістив у центрі собору позолочене бронзове крісло, створене за зразком XII століття, яке слугувало офіційним місцем для архієпископа. Ленс помер у 1874 році, і його робота була завершена в 1898 році Чарльзом Лайсном.

### XX і XXI століття
На початку XX століття французька церква і держава формально розділилися — держава більше не платила священикам, а сам собор став власністю французького уряду. 1907 року архієпископу довелося покинути свій палац, який став державною власністю, і знайти іншу резиденцію. Його колишня резиденція зараз є Музеєм Сансу.
Під час Першої світової війни собор знаходився далеко від лінії фронту, але під час Другої світової німецькі війська пройшли через Санс, який був захоплений 15 червня 1940 року. Вітражі були винесені та замінені дошками. П'ять німецьких снарядів влучили в собор, завдавши незначних ушкоджень. Французьких військовополонених спочатку тримали всередині собору, серед них Андре Мальро, майбутній французький письменник і міністр культури. 2014 року собор святкував 850-річчя освячення.

## Вежі та дзвони

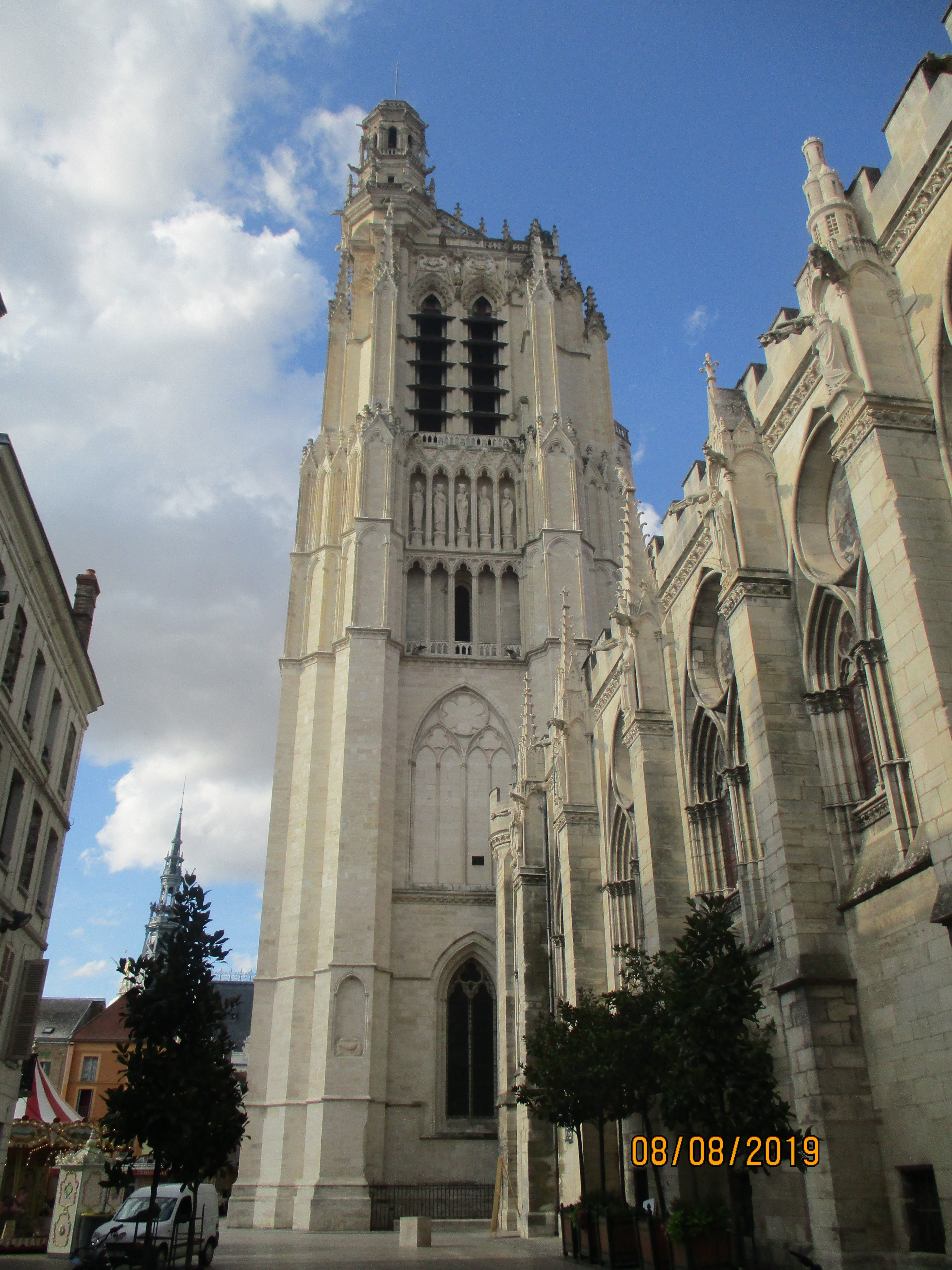
Південна вежа Санського собору

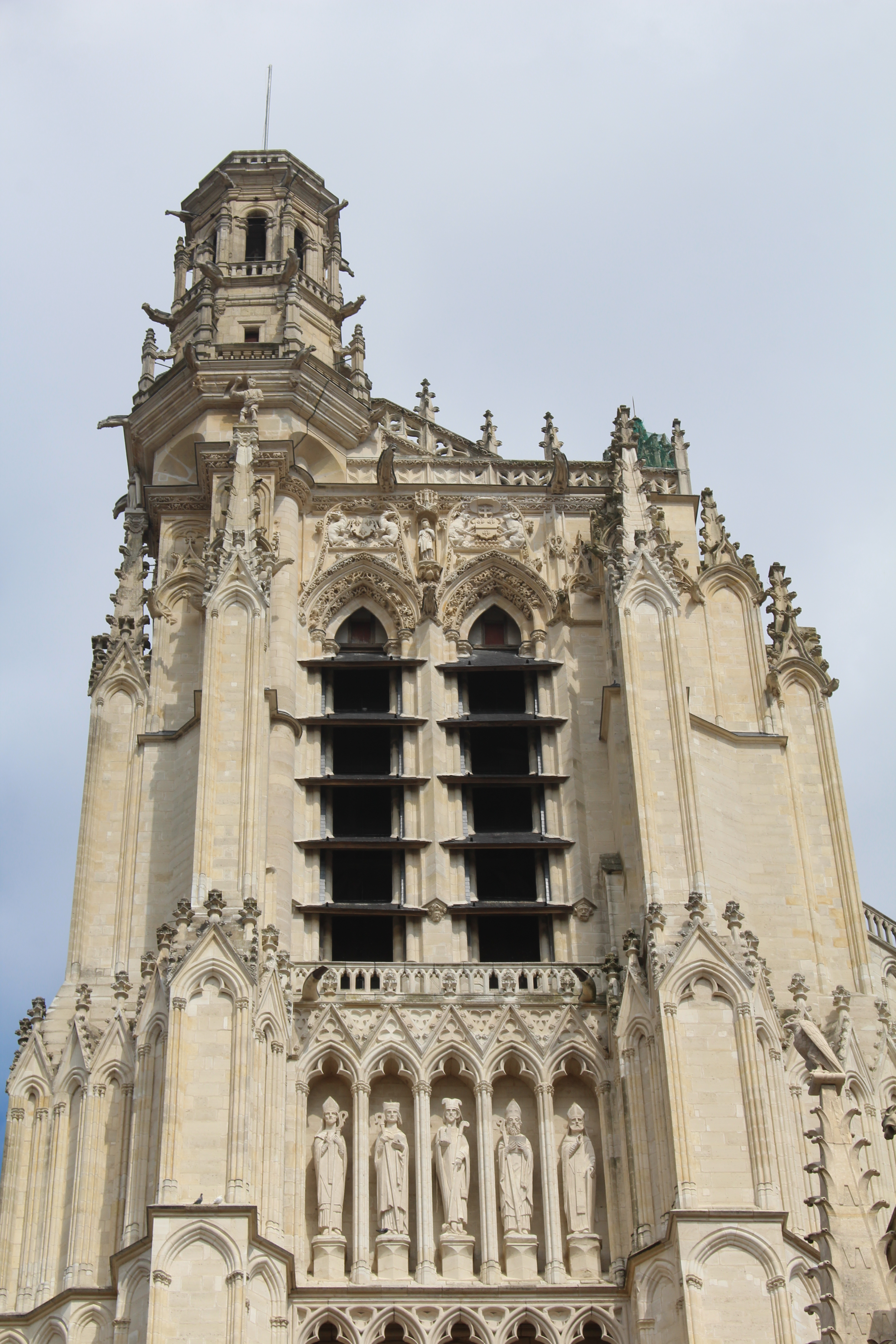
Вершина Південної вежі та її кампаніла, або дзвіниця

Південна вежа, знана як кам'яна, була закінчена разом із західним фасадом у 1230 році. Однак у 1268 році вона зруйнувалася. Вежа була перебудована в 1537 році з дзвіницею в стилі ренесансу, завдяки чому його висота досягла 78,25 м. На третьому поверсі вежі розміщені п'ять статуй, вони є частиною галереї із десяти скульптур, що представляють десять архієпископів Сансу. Раніше на соборі була північна вежа — восьмикутна дзвіниця з дерева, покрита свинцем. Ця споруда, яка звалася свинцевою вежею, була знесена під час реконструкції собору в 1848 році.
Собор має сім дзвонів, чотири на південній дзвіниці, включно з двома масивними бурдонами, і три на дзвіниці над нею.  Найстаріший з оригінальних дзвонів називався Марія, виготовлений у 613 році для єпископа Сен-Лу. Під час Французької революції Марія та сім інших оригінальних дзвонів були вивезені до Парижа, щоб переплавити їх і зробити з них гармати. Бурдони є одними з найбільших у Франції. Вони були викувані в 1560 році. Найбільший, який називається Савіньєн, важить 15 600 кілограмів, тоді як менший, Потеньєн, важить 10 000 кілограмів. Вони названі на честь перших єпископів Сансу, відповідно Святого Савіньєна та Святого Потеньєна.

## Портали

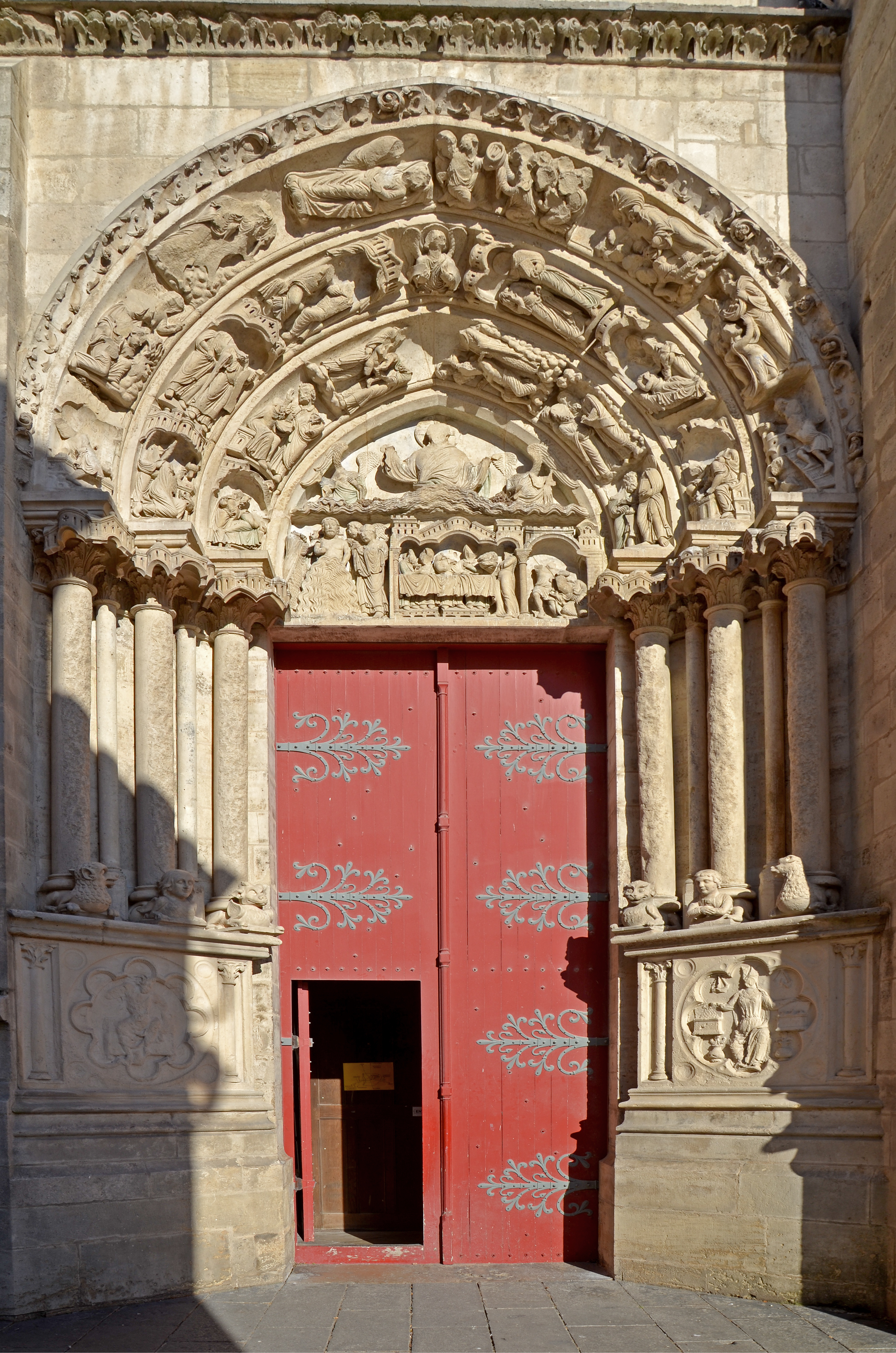
Портал Івана Хрестителя (1190-1200), найстаріший з порталів
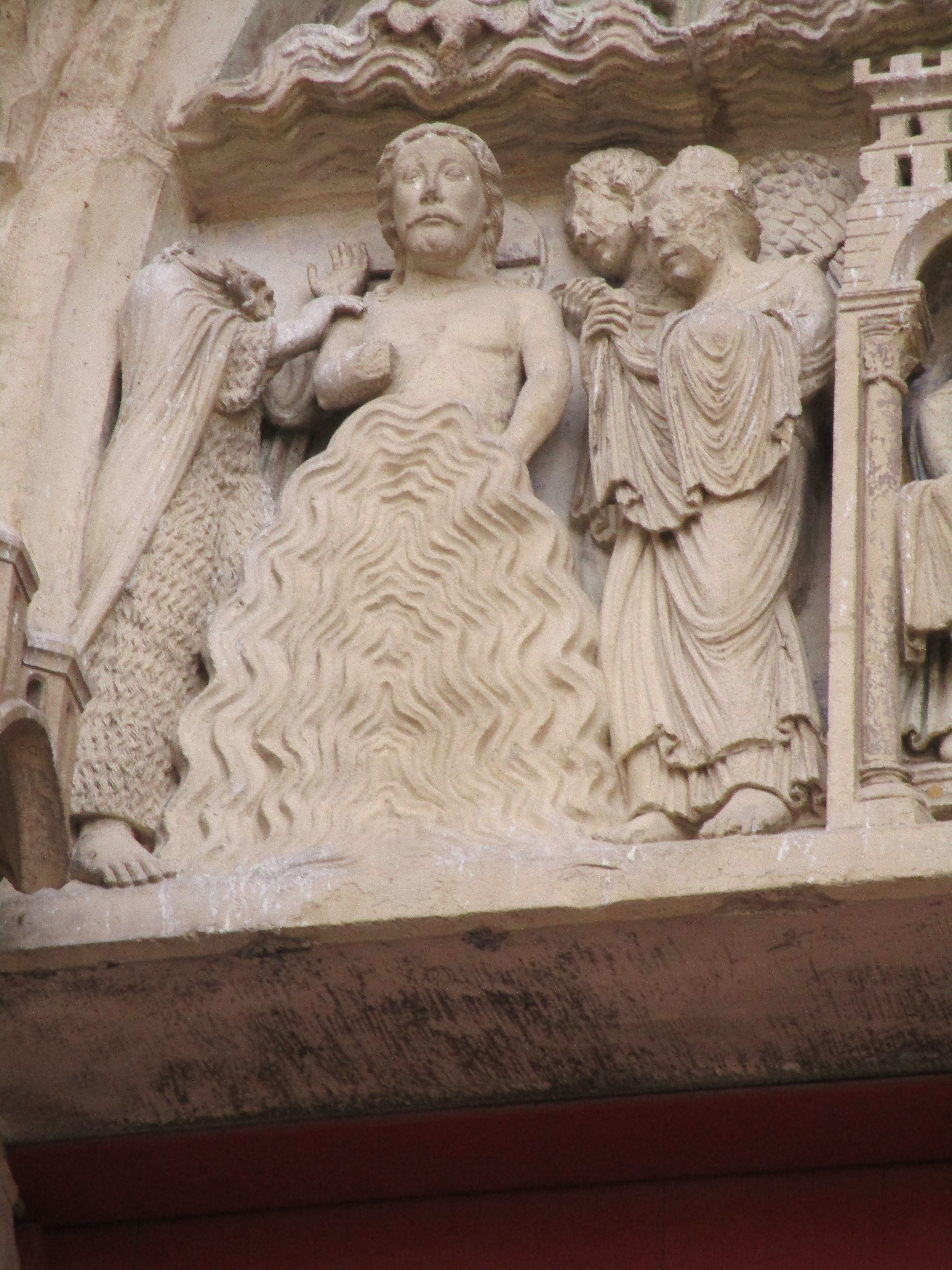
Хрещення Христа Північний портал південного фасаду (1190-1200)
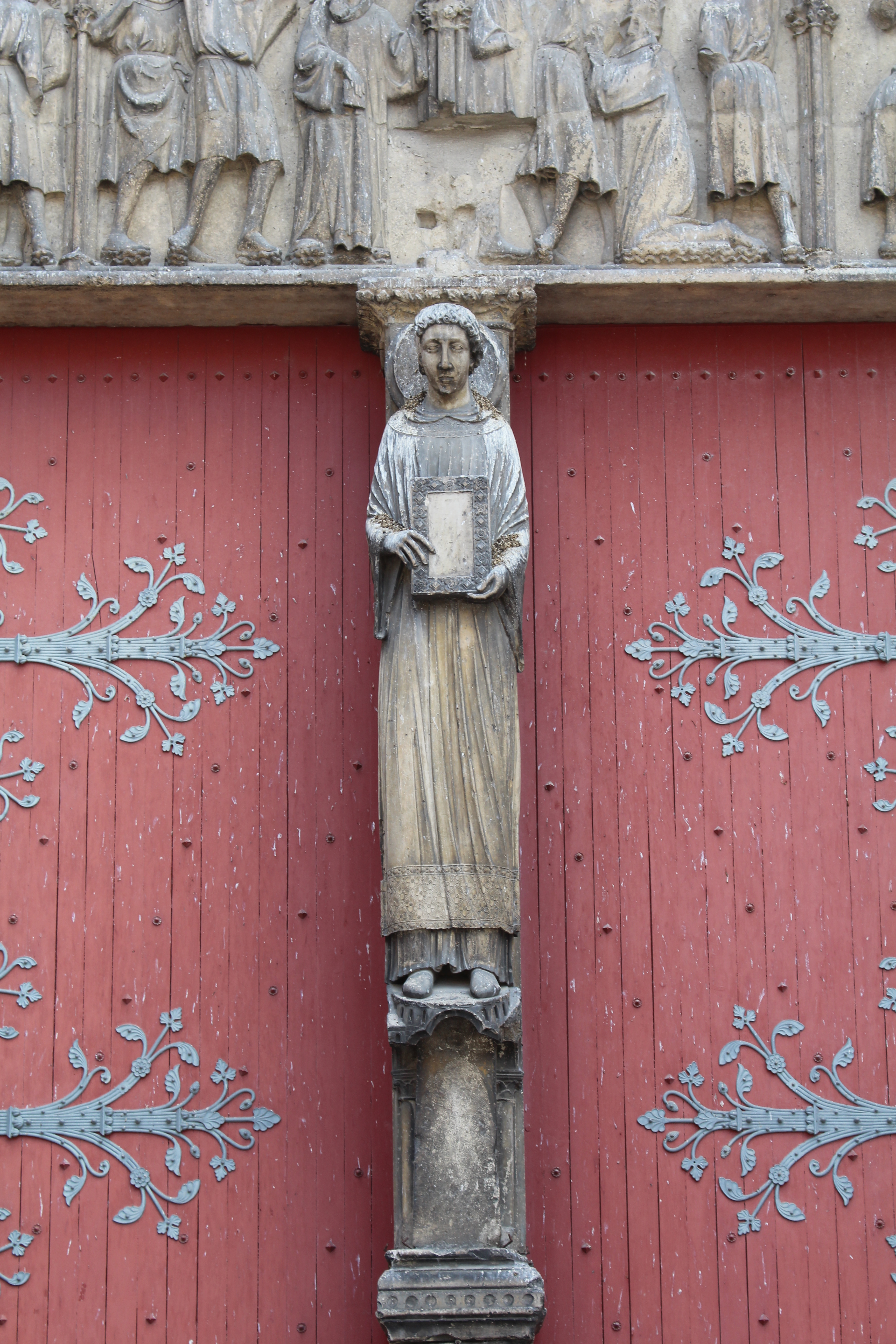
Статуя-колона Святого Стефана, західний фасад (1190-1200)
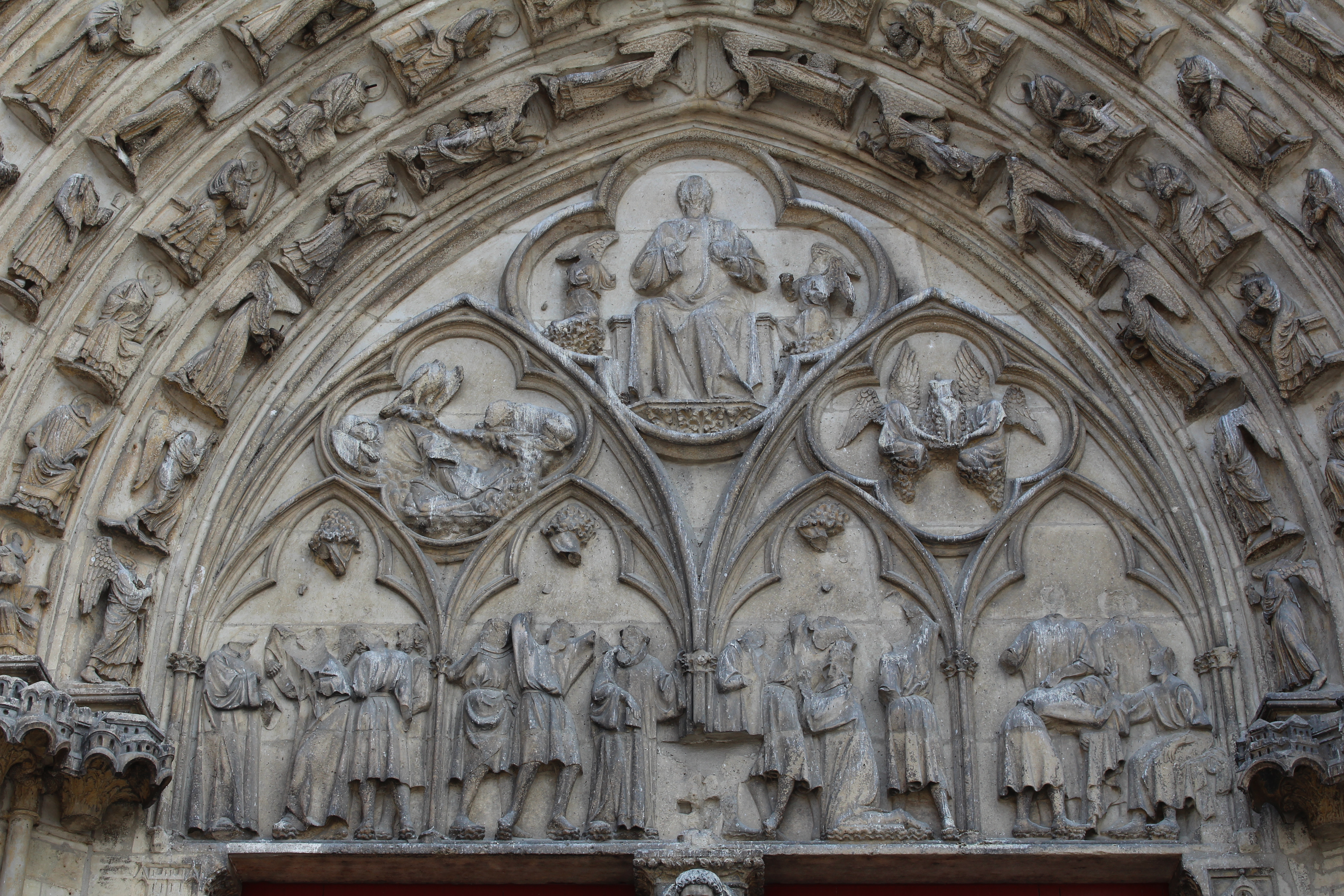
Тимпан життя святого Стефана. Голови більшості постатей були знищені під час Французької революції
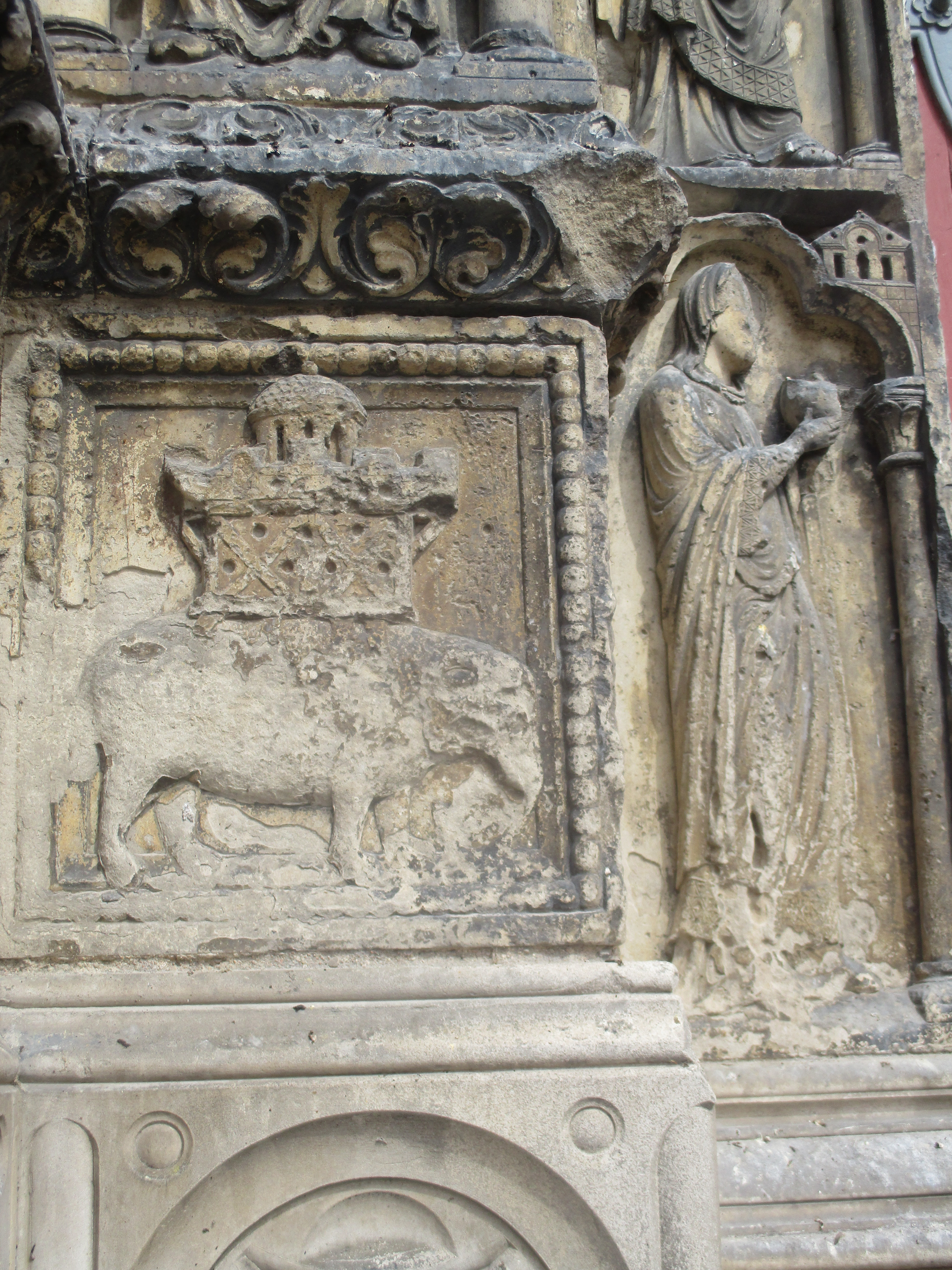
Екзотичні звірі - слон на центральному порталі Святого Стефана

Західний фасад має три портали, які містять у собі найстаріші скульптури у соборі. Деякі скульптури було розбито під час Французької революції, а деякі оригінальні частини, зокрема колони-статуї та два барельєфи, були переміщені до музею в палаці архієпископа та замінені копіями. Портал на півночі, присвячений Івану Хрестителю, є найстарішим, зробленим між 1190 і 1200 роками. Він найкраще зберігся і є гарним прикладом раннього готичного стилю. Його арковий тимпан над дверима переповнений скульптурними фігурами та подіями з життя святого. Центральна сцена, прямо над дверима, зображує Христа у воді, якого хрестить святий Іван. Інша сцена зображує Саломію, ворога Івана Хрестителя, що несе його голову на таці. Сліди фарби були знайдені на скульптурі, в тому числі червоний пігмент на шиї Івана Хрестителя та золото на чаші Саломеї, що свідчить про те, що, як і в інших готичних соборах, весь тимпан був яскраво забарвлений.
Центральний портал розташований на одній лінії з вівтарем і зображує події життя святого Стефана, покровителя собору. Його статуя займає колону між двома дверима і була єдиною зі статуй-колон, що пережила революційний погром. Наразі статуя стоїть в музеї Санса, а на її місці встановлена копія. Крім статуй, що представляють притчу про десять дів та історію святого Стефана, тут представлені скульптури тварин, включаючи страусів, слонів і дельфінів, а також міфічних звірів, включаючи василісків і грифонів. Він також ілюструє типові дії кожного з дванадцяти місяців, зокрема збирання врожаю та виготовлення вина. Багато з цих робіт були сильно пошкоджені під час революційного вандалізму. На нижніх частинах порталу містяться скульптурні фігури, що ілюструють мистецтво та науку Середньовіччя, включаючи граматику, діалектику, риторику, музику, математику, астрономію та філософію.
Південний портал на західному фасаді присвячений Діві Марії, а тимпан ілюструє її життя. Це найновіший портал собору. Він замінив оригінальний портал, який був зруйнований у 1268 році через падіння південної вежі.

## Трансепт

Південний фасад, портал Мойсея та полум'янисте вікно-троянда (XV–XVI ст.)
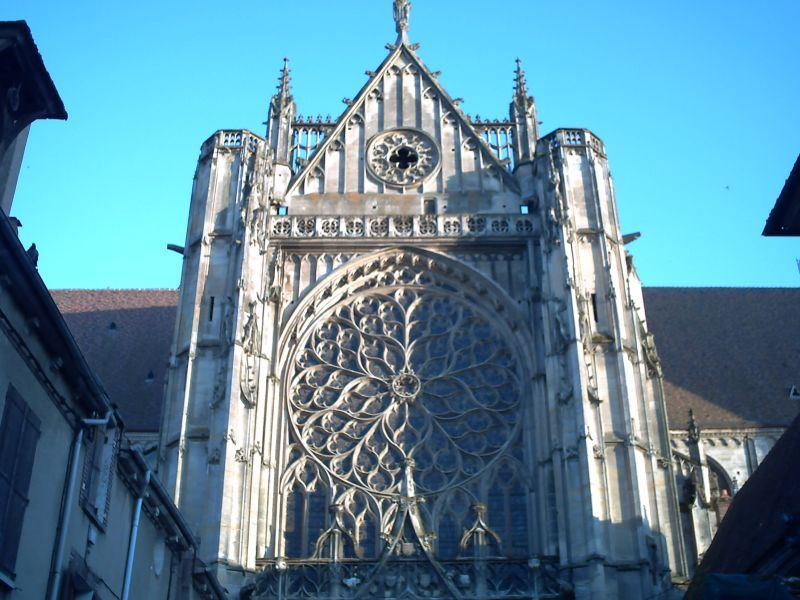
Полум'янисте вікно-троянда північного трансепту (1503–1507)
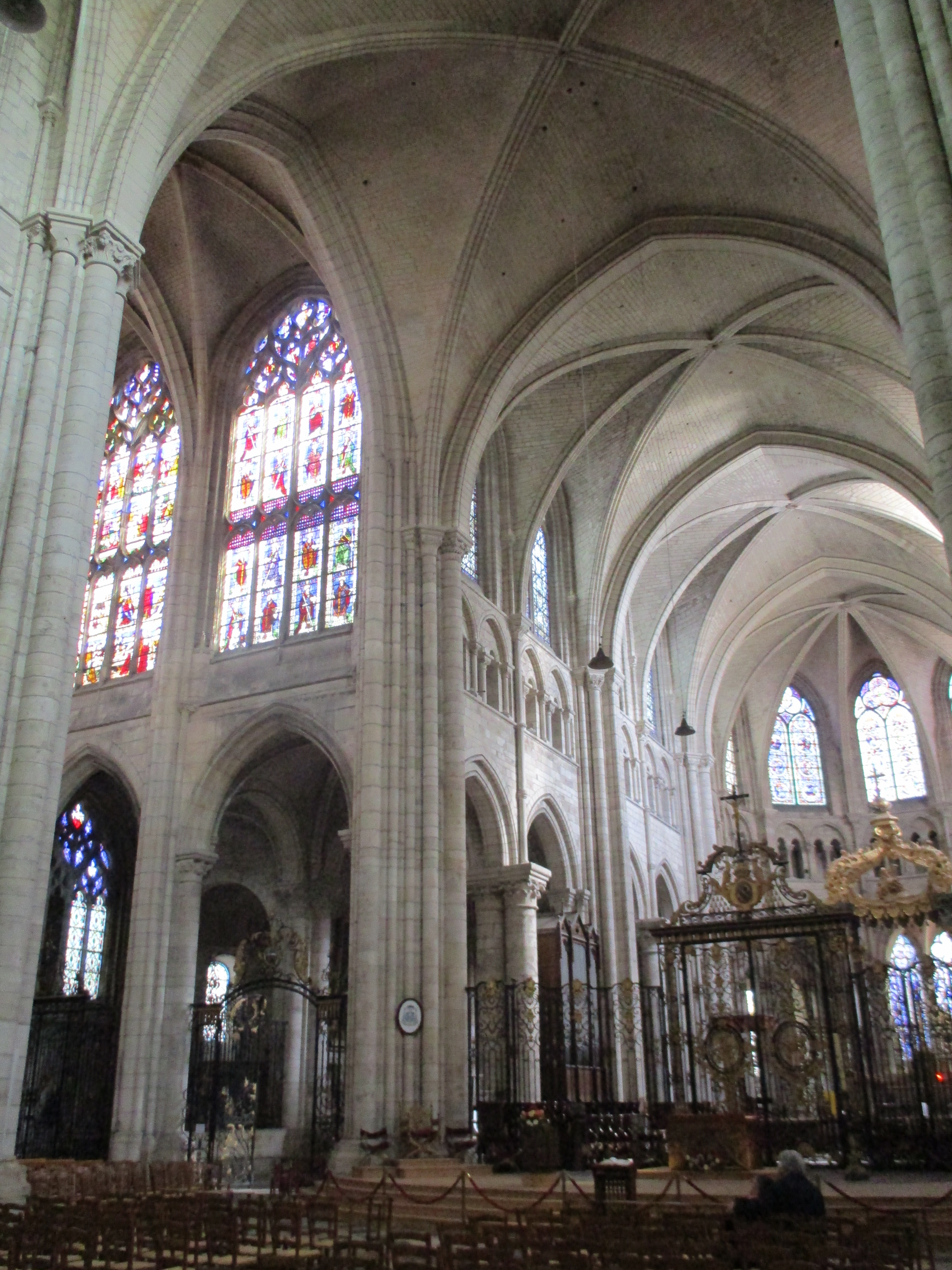
Перехрестя трансепту (ліворуч) з високими вікнами та хорами (кін. XV — поч. XVI ст.)

Трансепт собору був побудований наприкінці XV — початку XVI століття у стилі «полум'янистої готики». Це була робота архітектора Мартіна Шамбіжа, який також спроєктував трансепти соборів в місті Санліс, Бове (1499) і західного фасаду собору в Труа (1502–1531). Портал південного трансепту був зарезервований для архієпископа, резиденція якого виходила навпроти двору.  Північний портал був зарезервований для духовенства капітулу.
Стиль полум’янистої готики найбільш яскраво виражений у вигнутій загостреній арці над порталом Мойсея, увінчаною статуєю Мойсея зі скрижалями Десяти заповідей. Зверху розташована група вузьких стрілчастих вікон, нижче вікна з південною трояндою. Цей фасад оточений двома вежами, схожими на шпилі, які містять сходи. Сходи позначені емблемою лілії Людовика X та горностаєм, символом його дружини Анни Бретонської. Над дверима є багато ніш для скульптур, але статуї були знищені під час революції.
Портал північного трансепту, званий порталом Авраама, також спроєктував Мартін Шамбіж, він мав ще складнішу яскраву розету та фасад, його побудовано між 1503 і 1507 роками. Статую тут також було знищено під час революції.

## Вітражні вікна

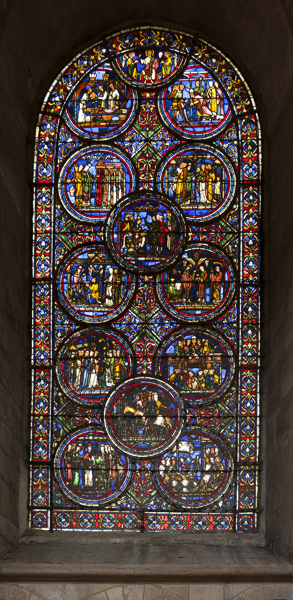
Вікно Томаса Бекета (початок XIII ст.)
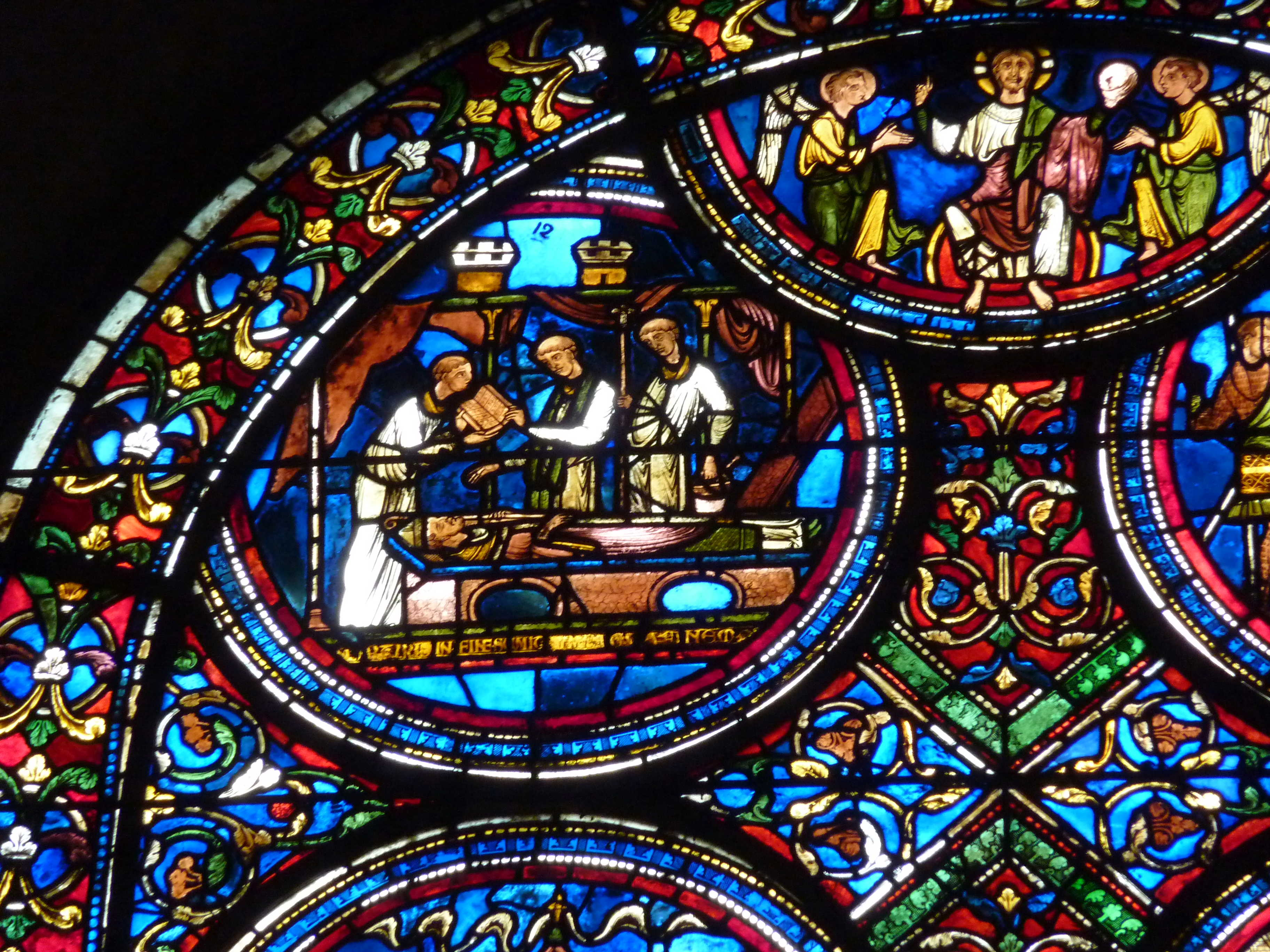
Деталь вікна Томаса Бекета. Поховання святого. (XIII ст.)
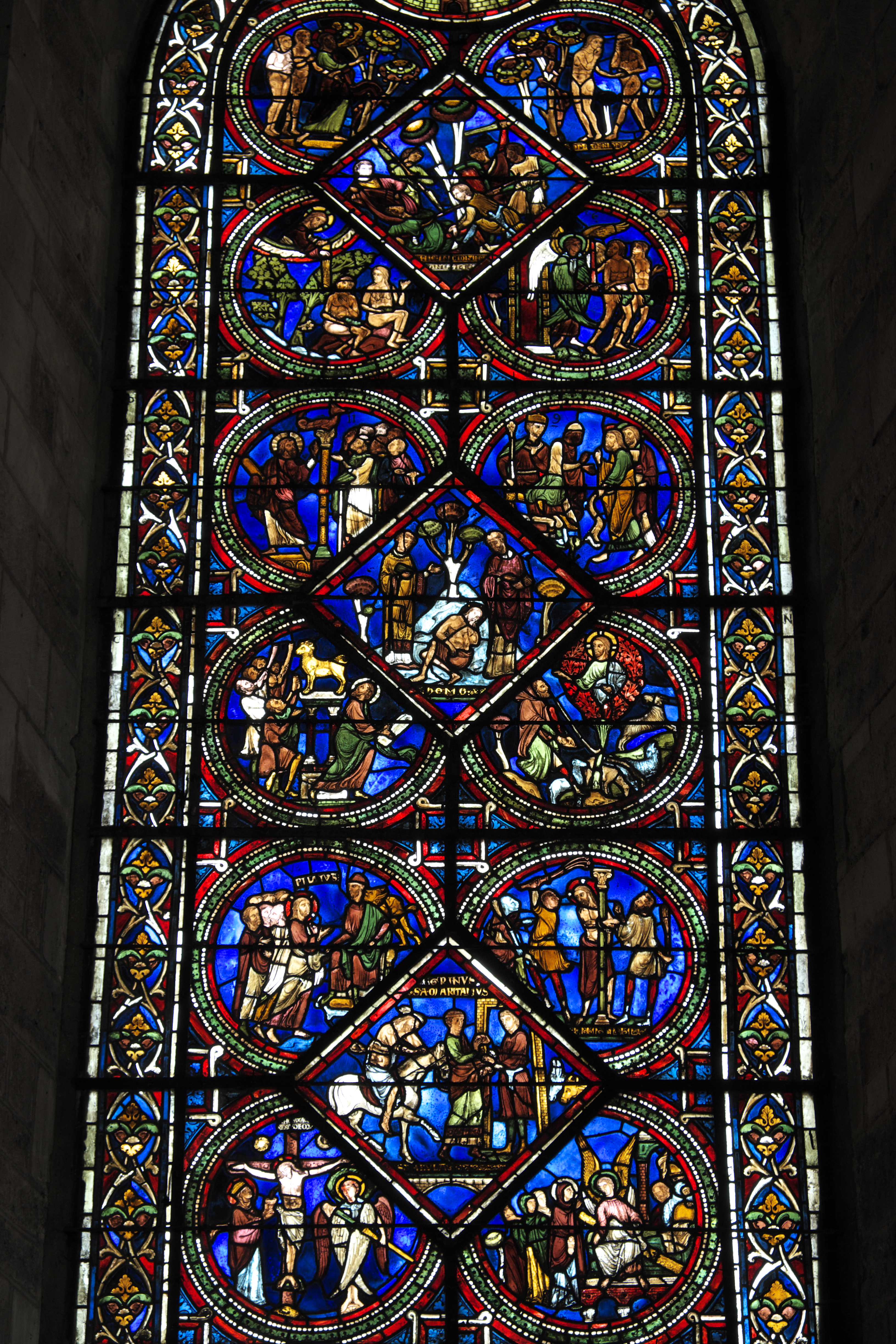
Вікно доброго самарянина, п'ятнадцята травея (початок XIII ст.)
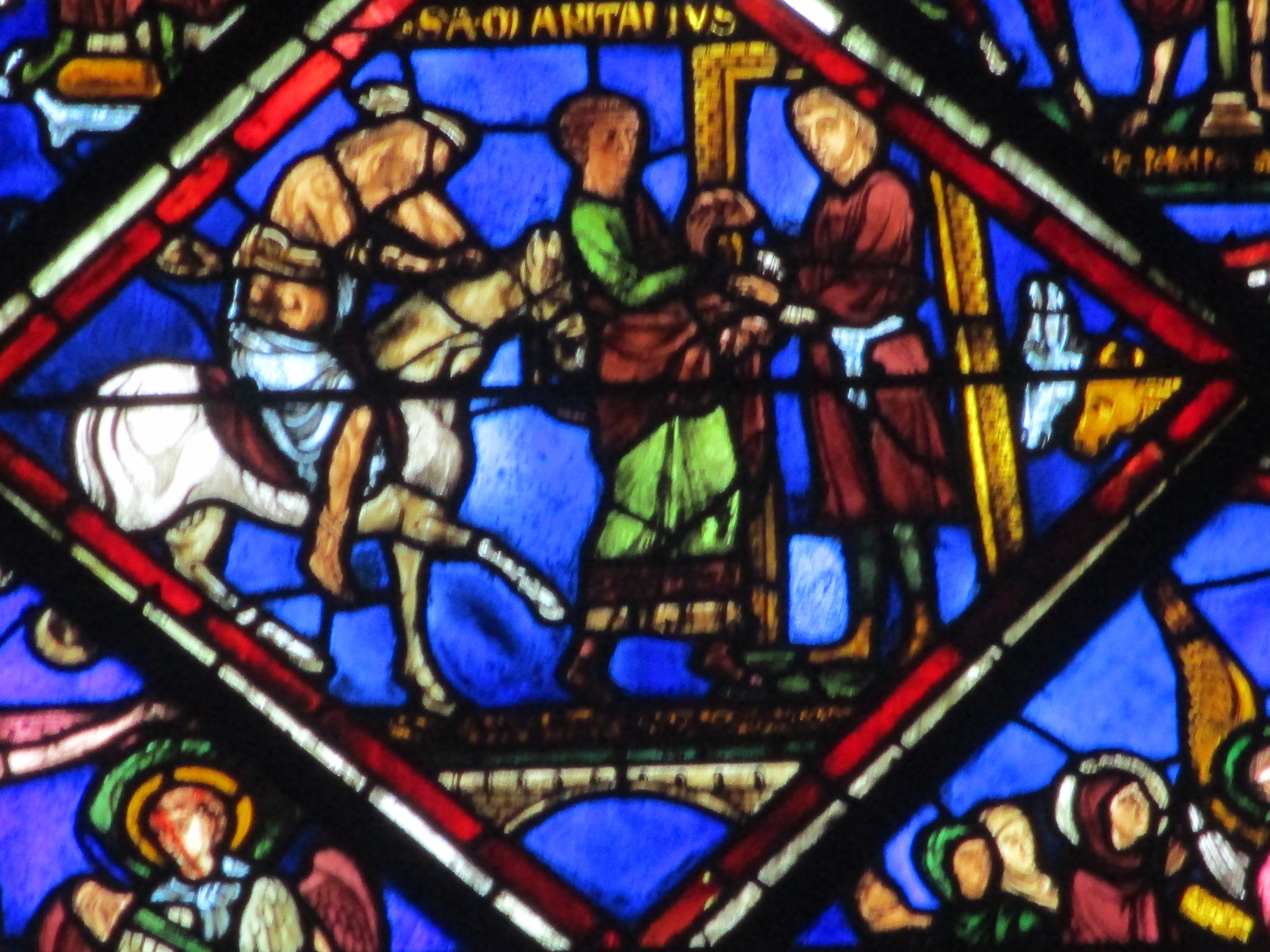
Добрий самарянин (початок XIII ст.)

Санський собор має важливу колекцію вітражів, що охоплюють періоди від ранньої готики до епохи ренесансу. Найдавніші вітражі початку XIII століття знаходяться у верхніх вікнах хору та в апсиді. Найвідомішим є вікно святого Томаса Бекета, яке вшановує його життя та мученицьку смерть. Інші представляють притчі про доброго самарянина, і блудного сина. Ці вікна датуються 1200-1205 роками, і розташовані в північній частині хору. Вони складаються з круглих і трикутних вітражів, що ілюструють епізоди з життя своїх суб'єктів.

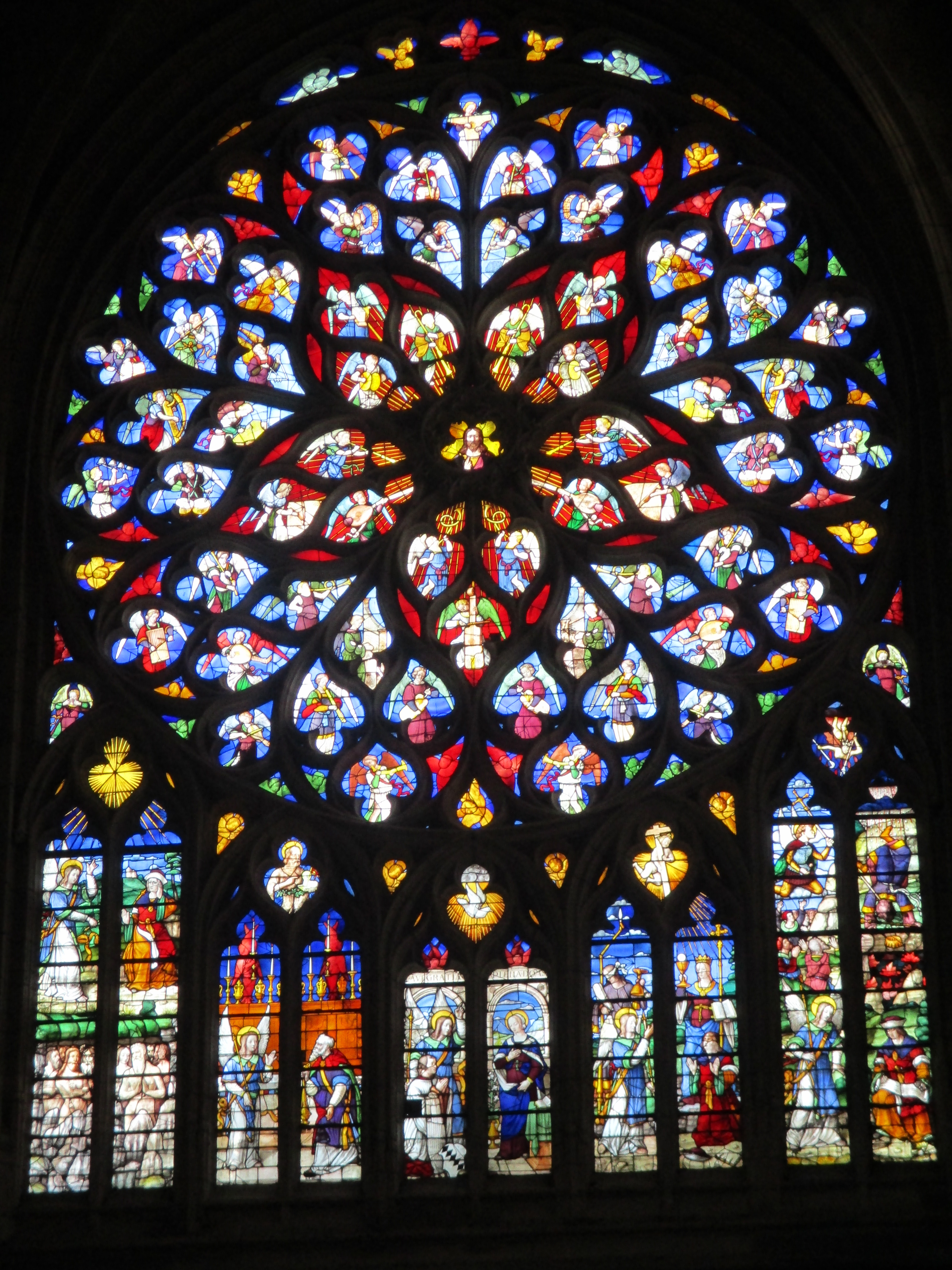
Північна троянда (XVI століття)
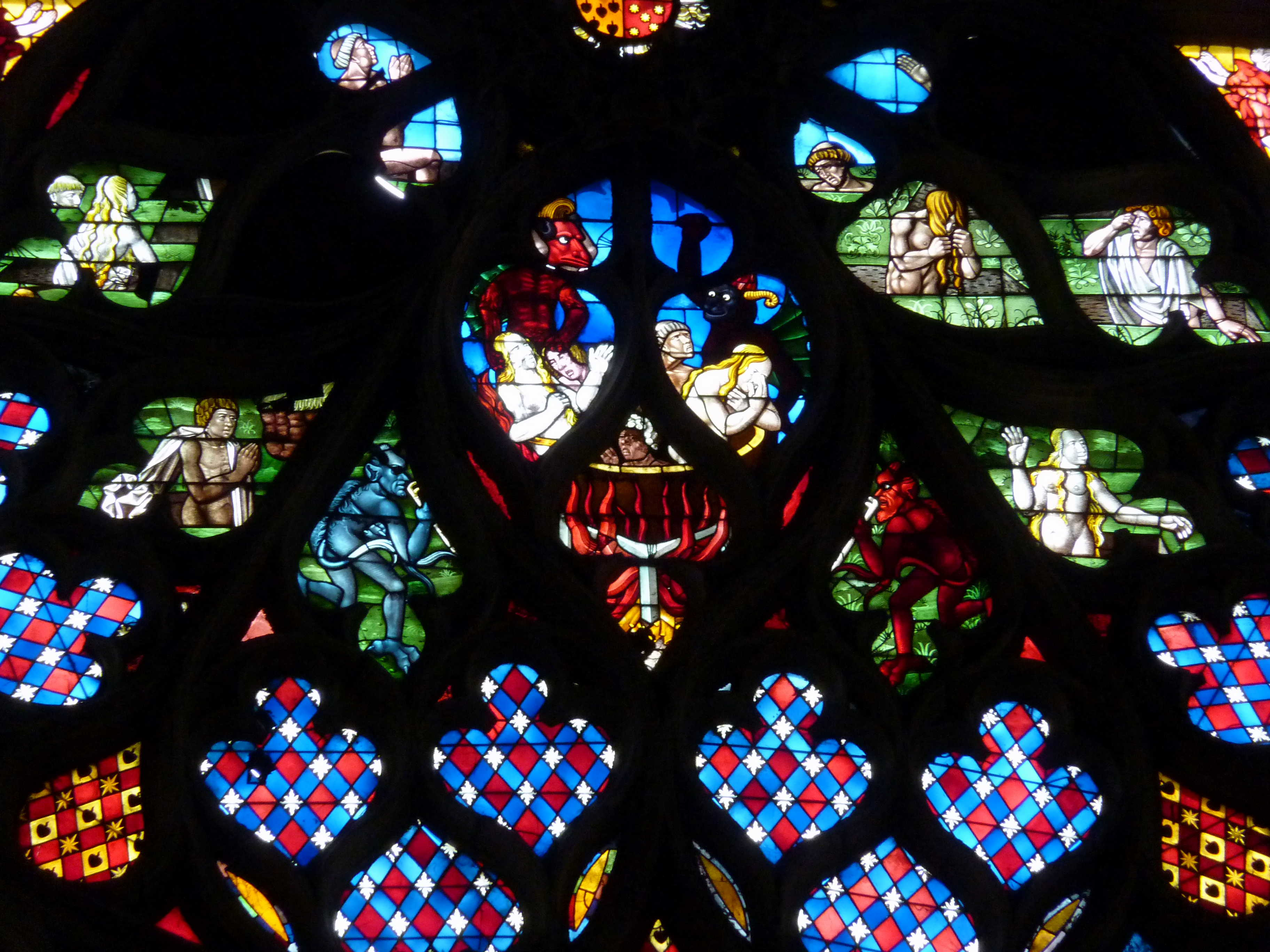
Деталі вікна південної троянди
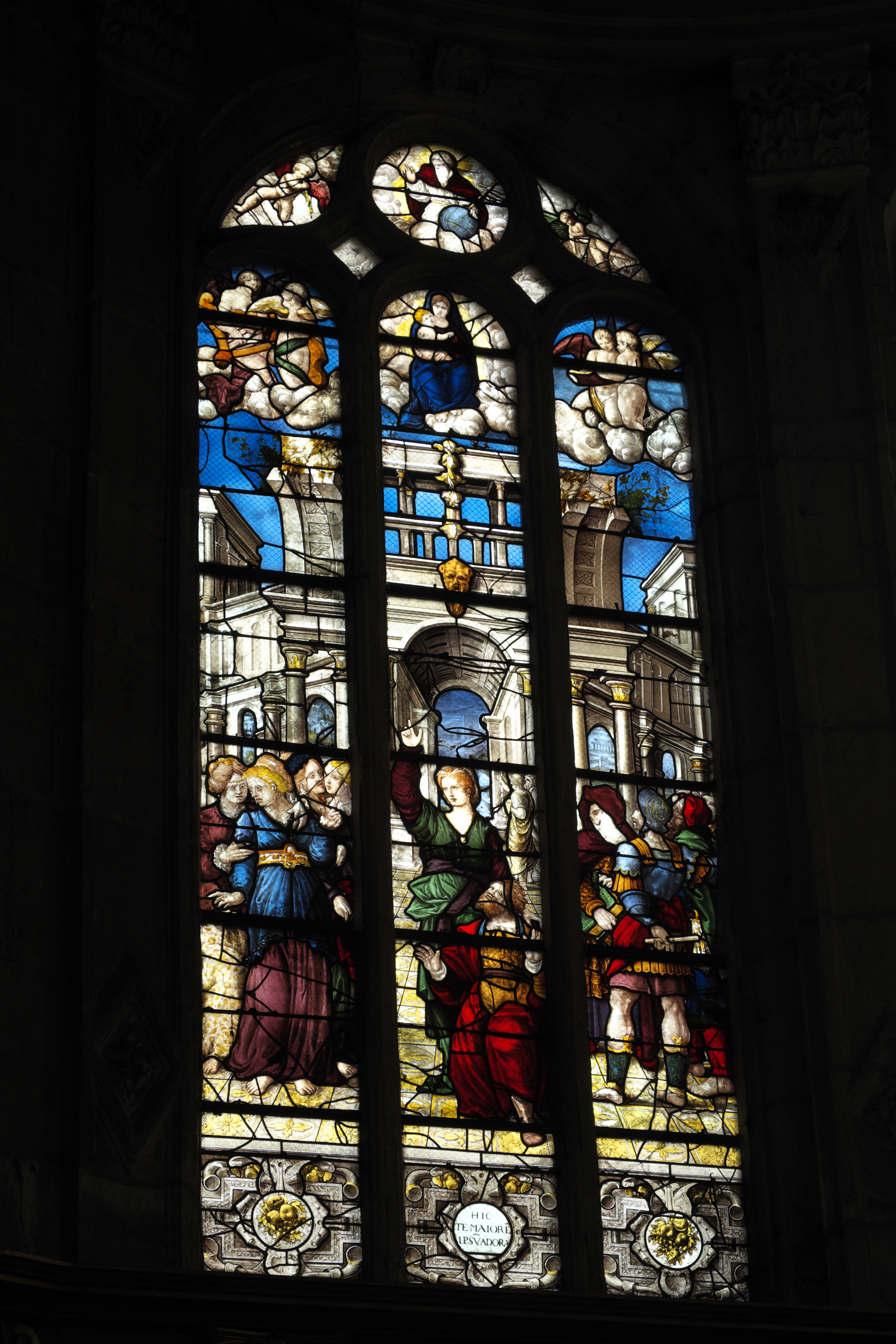
Вікно XVI століття (шоста травея)

Вікна-троянди в трансепті належать до XVI століття і є хорошими прикладами стилю пізньої полум'янистої готики. Реалізм і використання трьох вимірів у пізніх вікнах показує зростаючий вплив ренесансу.

## Скульптури
Скульптура «Богородиця з немовлям» відома особливо своїм спокійним виразом обличчя та тонкими деталями драпування. Її подарував церкві Мануель де Жолнес у 1334 році. Як і більшість статуй Богородиці, вона не була знищена під час Французької революції, хоча прикраса корони була зламана та пізніше відновлена.

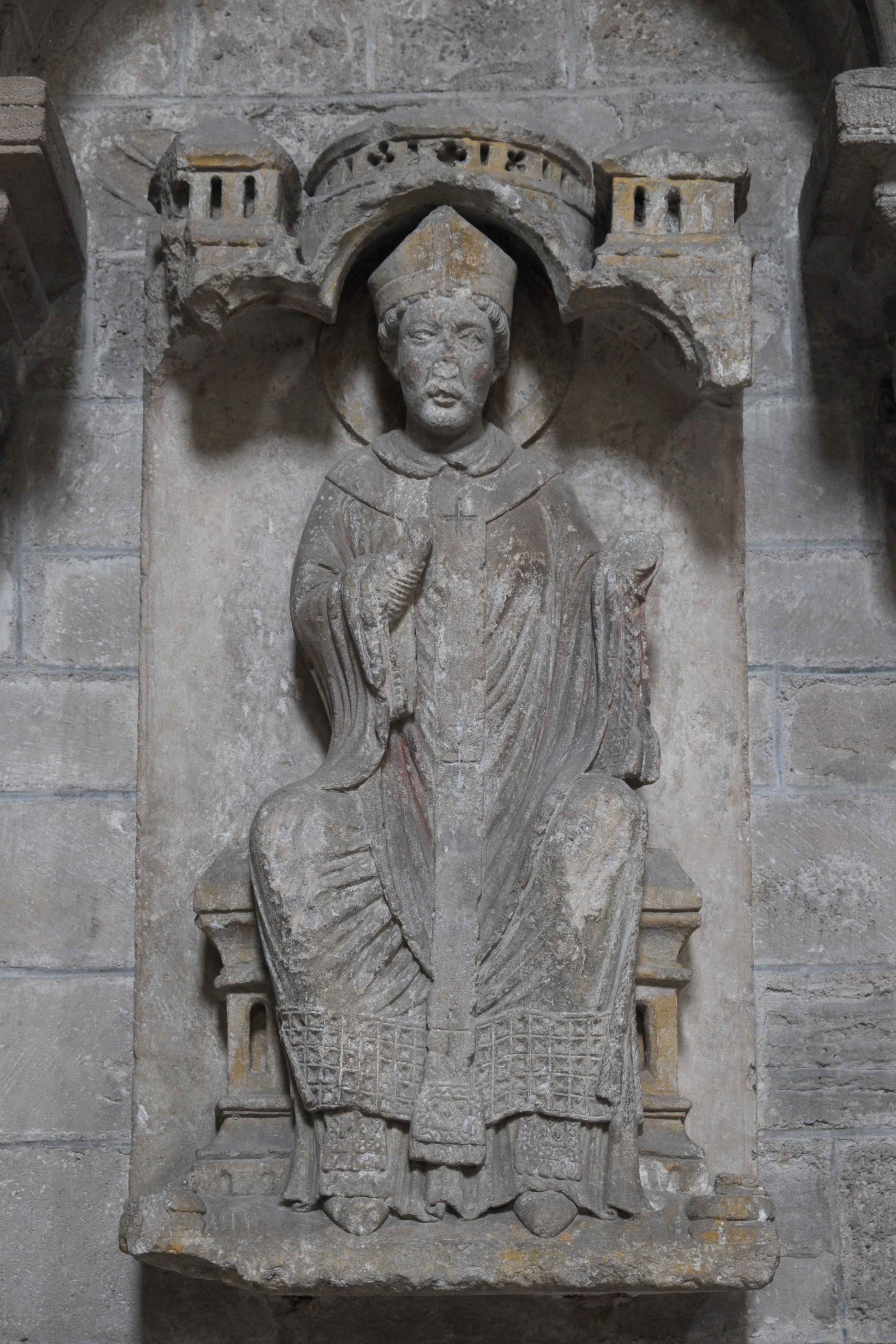
Скульптура Томаса Бекета (бл. 1180 року), північний деамбулаторій
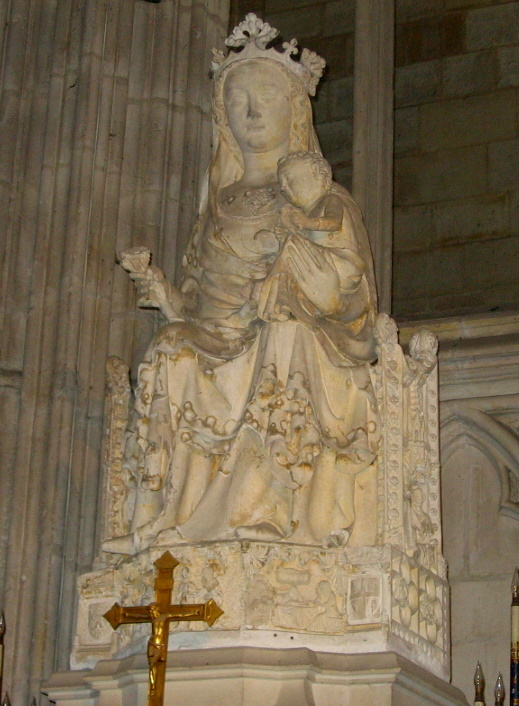
Богородиця з немовлям, Мануель де Жолн (1334 рік)
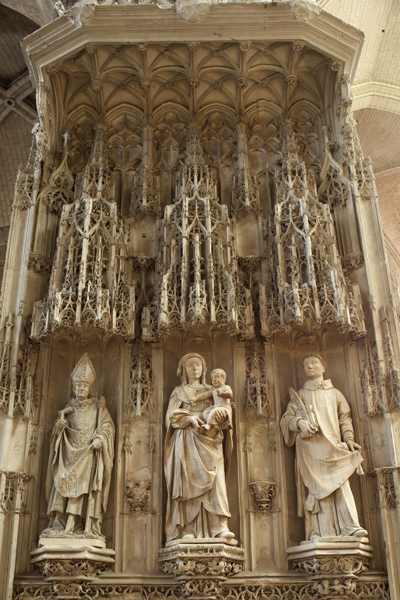
Каплиця Салазарів (1514 рік)
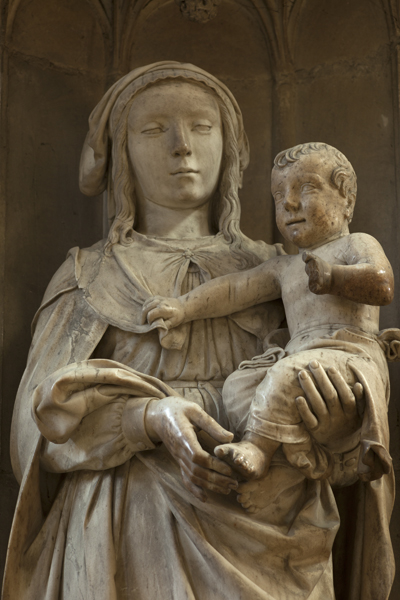
Скульптура на каплиці Салазарів (1514 рік)
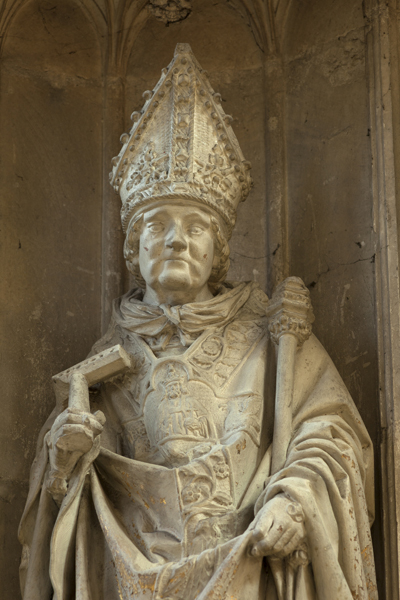
Скульптура на каплиці Салазарів (1514 рік)

Каплицю Салазарів створив архієпископ Трістан де Салазар (1474–1519) на честь своїх батьків. Він містить балдахін, звернений до вівтаря з чорного мармуру, на чотирьох колонах. Вівтар був створений Гійомом Шавельво 1514 року. Скульптури на каплиці ілюструють релігійну історію Сансів і Салазарів. Він включає в себе скульптурні зображення Івана Хрестителя, святого Стефана, Богородиці з немовлям і вісім статуй пророків і сивіл. Оздоблення та шпилі, схожі на мереживо зроблені у стилі полум'янистої готики. Робота була освячена в 1516 році.
Скульптуру «Мученицька смерть святого Северина» створив у XVIII столітті скульптор Йосип Герман, королівський скульптор герцога Лотарингії та короля Польщі Станіслава Лещинського. Драматична сцена мучеництва розташована на екрані з блідо-жовтої ліпнини, що нагадує драпування.
У соборі знаходиться могила Людовика Фердинанда, дофіна Франції та сина Людовика XV, він помер у віці 36 років у 1765 р. Його дружина, Марія Жозефа Саксонська, померла через півтора року пізніше, і була похоронена біля нього в соборі. Хоча Людовик ніколи не був королем Франції, він був батьком трьох французьких королів: Людовика XVI, Людовика XVIII і Карла X. Скульптуру виготовив Гійом Кусту Молодший.
Інші видатні скульптури та барельєфи представляють сцени з життя кардинала Антуана Дюпра, канцлера Франції та архієпископа Санського з 1525 по 1535 рік. Мавзолей, з якого вони походять, був зруйнований під час Французької революції.

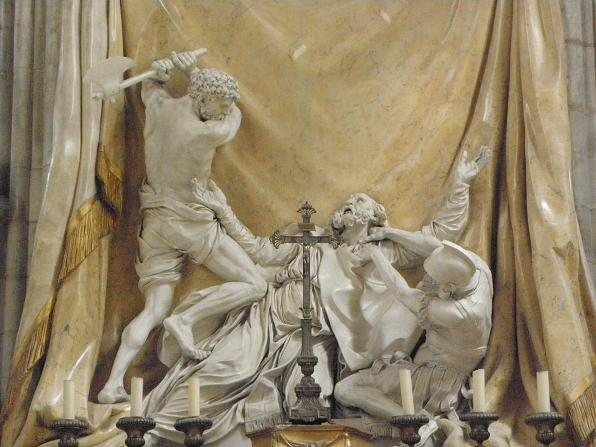
Мученицька смерть святого Северина, Йосип Герман
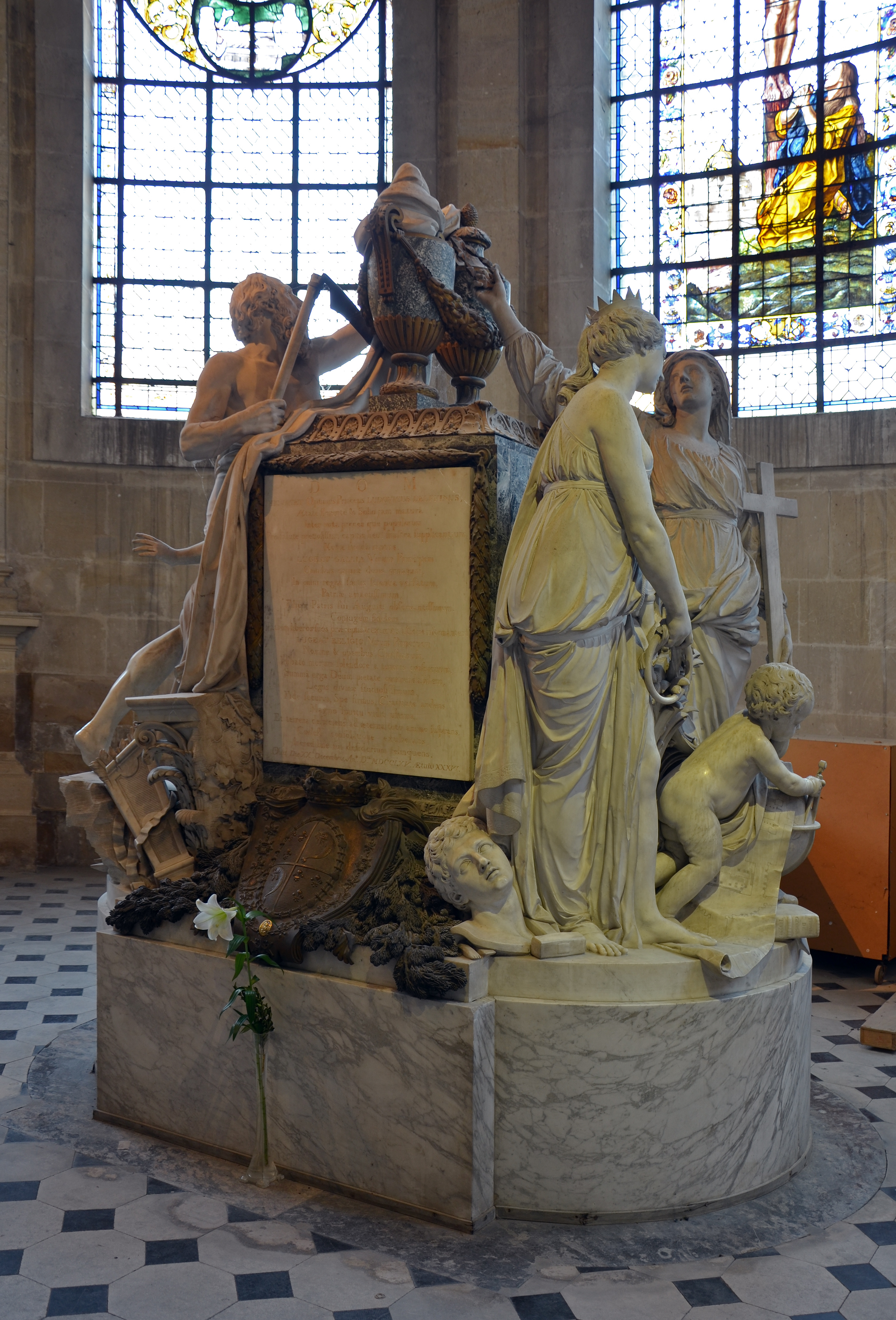
Гробниця Людовика Фердинанда та Марії Жозефи Саксонської